# Complesso museale di Santa Maria della Scala
Il Santa Maria della Scala è un complesso museale di Siena, situato in piazza del Duomo 2, proprio davanti alla cattedrale. Già uno dei più antichi e grandi ospedali europei, fu uno dei primi xenodochi ed oggi, esaurite le proprie funzioni sanitarie, è uno dei più importanti centri museali e culturali della città, in seguito a un'importante operazione di recupero basata sul progetto dell'architetto Guido Canali, vincitore nel 1992 di un Concorso Internazionale ad inviti.
Ospita una serie di collezioni che vanno dall'antichità (Museo archeologico nazionale nei sotterranei) all'epoca moderna, alternando ambienti monumentali e corridoi angusti, intrecci di gallerie scavate nel tufo e grandi spazi voltati a mattoni. Nei suoi 350.000 metri cubi d'estensione (di cui 13.000 metri quadrati in pianta aperti al pubblico) si trovano quindi svariate testimonianze storico-artistiche, che possono essere lette come una sintesi della città e della sua storia, coprente un arco di circa mille anni. Vi spicca il celebre Pellegrinaio, il più importante ciclo del Quattrocento senese.
L'appellativo "della Scala" è testimoniato dal XII secolo e ricorda la particolare collocazione davanti alla gradinata della chiesa principale. Più tardi si sviluppò la leggenda secondo la quale l'ospedale era stato fondato in seguito alla visione della madre del Beato Sorore, in cui una scala miracolosa accoglieva i fanciulli abbandonati in paradiso.
Da gennaio 2024 la Fondazione Santa Maria della Scala è presieduta dal manager culturale Cristiano Leone.

## Storia

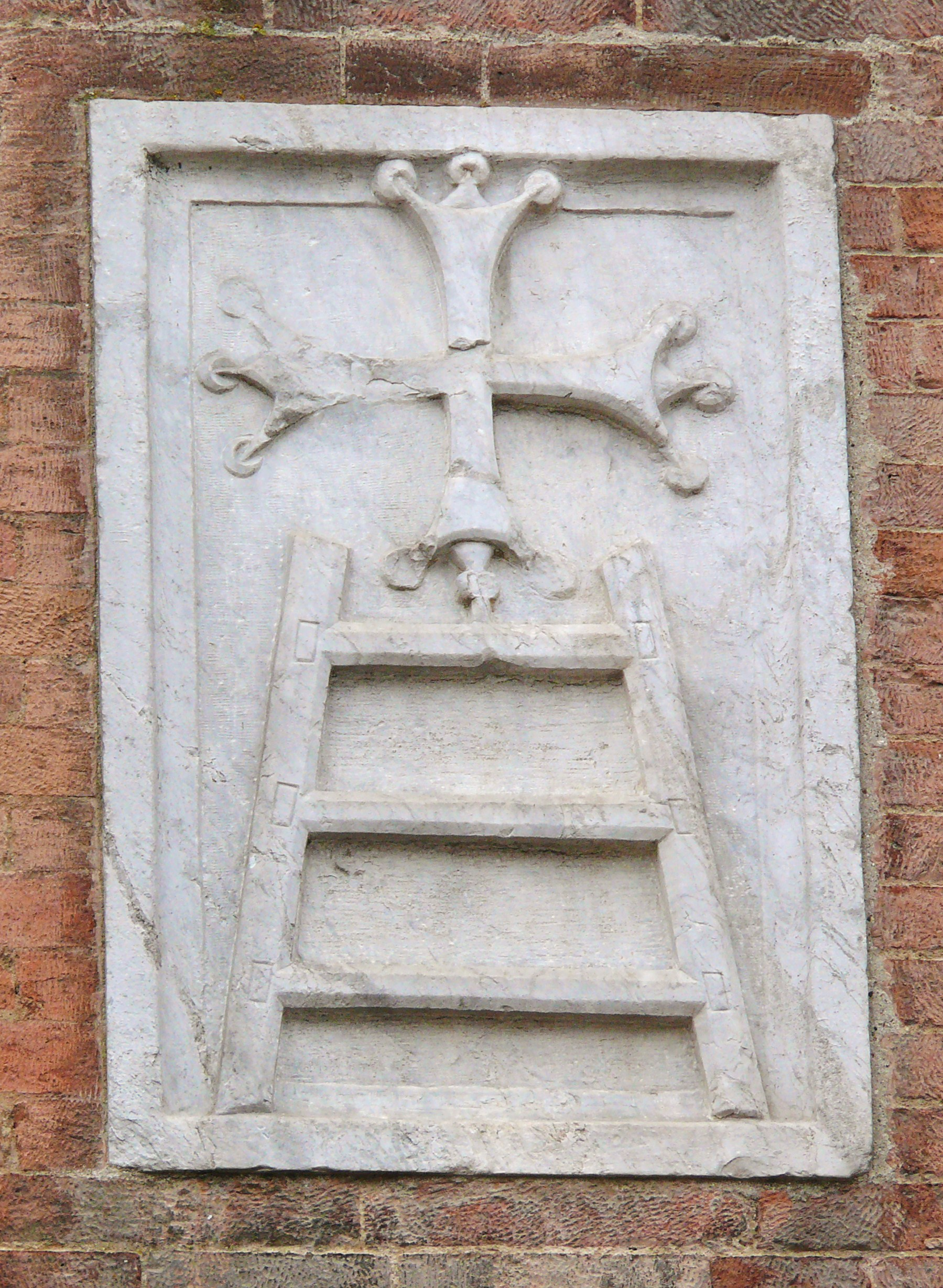
Emblema marmoreo del Santa Maria della Scala sulla facciata

Per la sua edificazione venne prescelta l'estremità meridionale della sommità della collina sui cui sorge il Duomo di Siena, lungo il tratto urbano della via Francigena, sfruttando un terrazzamento artificiale in tre gradoni di età romana, funzionale alla costruzione di un abitato: resti di un probabile impianto termale di IV-V sec. d.C. sono stati rinvenuti nel secondo di tali gradoni, spoliato poi tra la seconda metà del VI sec. e gli inizi del secolo successivo per effetto della crisi causata, in Italia, dalla guerra greco-gotica e parzialmente occupato da sepolture dopo il suo abbandono. Quando, nel IX sec., si mise mano alla costruzione dello Spedale, l'area era occupata da un abitato fatto di capanne di legno, due piccoli edifici in muratura e molti ambienti ipogei, forse ricordati nei documenti, dall'XI sec. in poi, col nome di cellae.
L'Ospedale venne istituito dai canonici del Duomo, anche se una leggenda medievale senese parla di un mitico fondatore, tale Sorore, calzolaio, morto nell'898. Il primo documento sicuro che menzioni l'ospedale è un atto di donazione del 29 marzo 1090.
Incaricato di svolgere di più funzioni, dall'assistenza ai malati al ricovero dei poveri fino alla cura dei bambini abbandonati come brefotrofio, fu soprattutto importante come luogo di accoglienza dei pellegrini, ai quali era legata tanta della ricchezza che transitava in città durante il Medioevo. In tali funzioni venne sostenuto dal governo cittadino fin dalle origini, acquisendo nel tempo, grazie anche agli ingenti lasciti ed elemosine, un peso rilevantissimo nell'economia e nella politica dello Stato: dotato di una propria organizzazione autonoma e articolata, era a capo, tra l'altro, di un enorme complesso di possedimenti agrari, che ebbe il suo culmine nei secoli XIV e XV e del quale restano ancora frequenti tracce negli stemmi con la scala e la croce che spesso si trovano nelle fattorie fortificate del territorio senese (le "grance"). La gestione dell'ospedale fu inizialmente affidata ai canonici del Duomo, seguiti dai frati. Intorno al 1300 ebbe il suo primo statuto giuridico, compilato dal beato Agostino Novello, allora frate agostiniano. L'ospedale progressivamente si laicizzò e, nel Quattrocento, passò sotto il controllo diretto del Comune. L'ospedale ha mantenuto la sua attività fino al 1995, quando si è deciso di recuperarne i locali per costituire il nuovo polo museale tuttora visitabile. Il recupero dell'edificio può dirsi ancora in corso, con il progetto di implementare le funzioni museali, pur mantenendo quella particolare polifunzionalità che ha caratterizzato l'edificio fin dalle origini.
Da un punto di vista artistico, il nucleo più antico dell'edificio è al centro della facciata attuale, in corrispondenza del portale centrale: qui Pietro e Ambrogio Lorenzetti avevano dipinto un ciclo affrescato (Storie della Vergine, 1335) di cui non resta traccia. All'edificio originario si aggiunsero verso il 1257 la chiesa della Santissima Annunziata, edificata con pietre conce, nel 1290 il palazzo del Rettore (a destra) e nel 1298 la casa delle Balìe (a sinistra). La chiesa venne sopraelevata nel 1467-1471, con l'apertura dei dieci finestroni rinascimentali che si vedono in facciata, profilati in pietra. Le modifiche interne ed esterne si susseguirono nei secoli successivi. Nel 1643 venne aggiunto l'orologio sulla facciata, commissionato all'orologiaio senese Sallustio Barili. Il meccanismo aveva uno scappamento a verga (sostituito un secolo dopo con quello ad àncora) e una sola lancetta per indicare le ore; la suoneria batteva ogni sei ore.

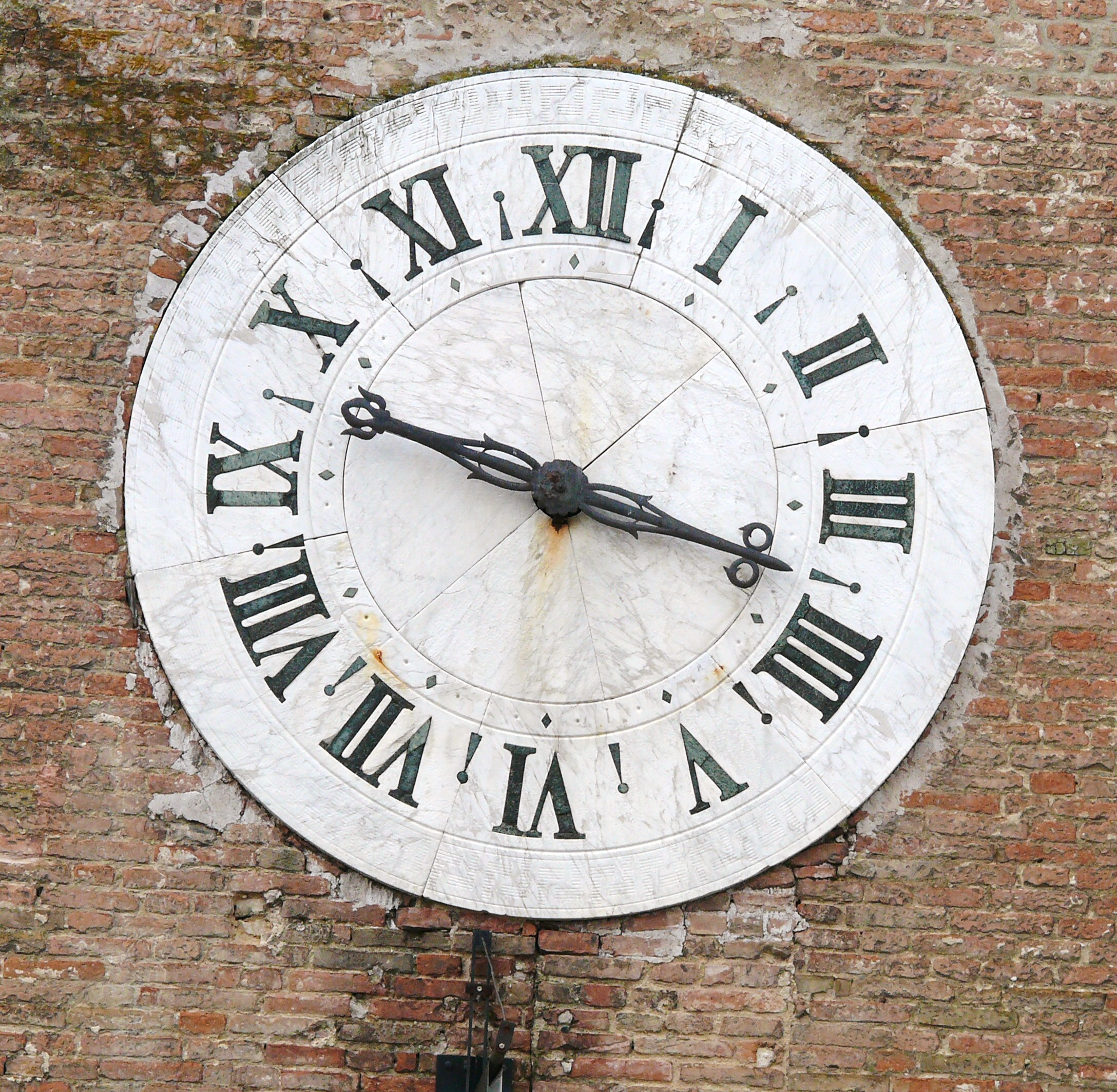
Orologio della facciata con la sola lancetta delle ore

Un cospicuo intervento di restauro nel XIX secolo, in cui da un lato si adeguarono gli ambienti alle mutate esigenze ospedaliere e dall'altro si ripristinò o ricreò lo stile tre-quattrocentesco, all'insegna del gusto neogotico allora in voga.
La straordinaria ricchezza dell'istituzione si manifestò spesso in imprese artistiche, coinvolgendo i più grandi pittori e scultori senesi, tanto da farne il terzo principale polo artistico cittadino, dopo il palazzo Pubblico e il Duomo. Di tutto lo straordinario corredo artistico oggi solo una piccola parte è esposta negli ambienti dell'ospedale: molti dipinti si trovano oggi nella Pinacoteca nazionale; molti altri, come i già citati affreschi della facciata, sono andati perduti.
Nell'ospedale prestarono la loro attività caritatevole sia santa Caterina da Siena (seconda metà del XIV secolo) che san Bernardino (XV secolo).

## Descrizione

### Piano terreno

#### Cappella delle Donne

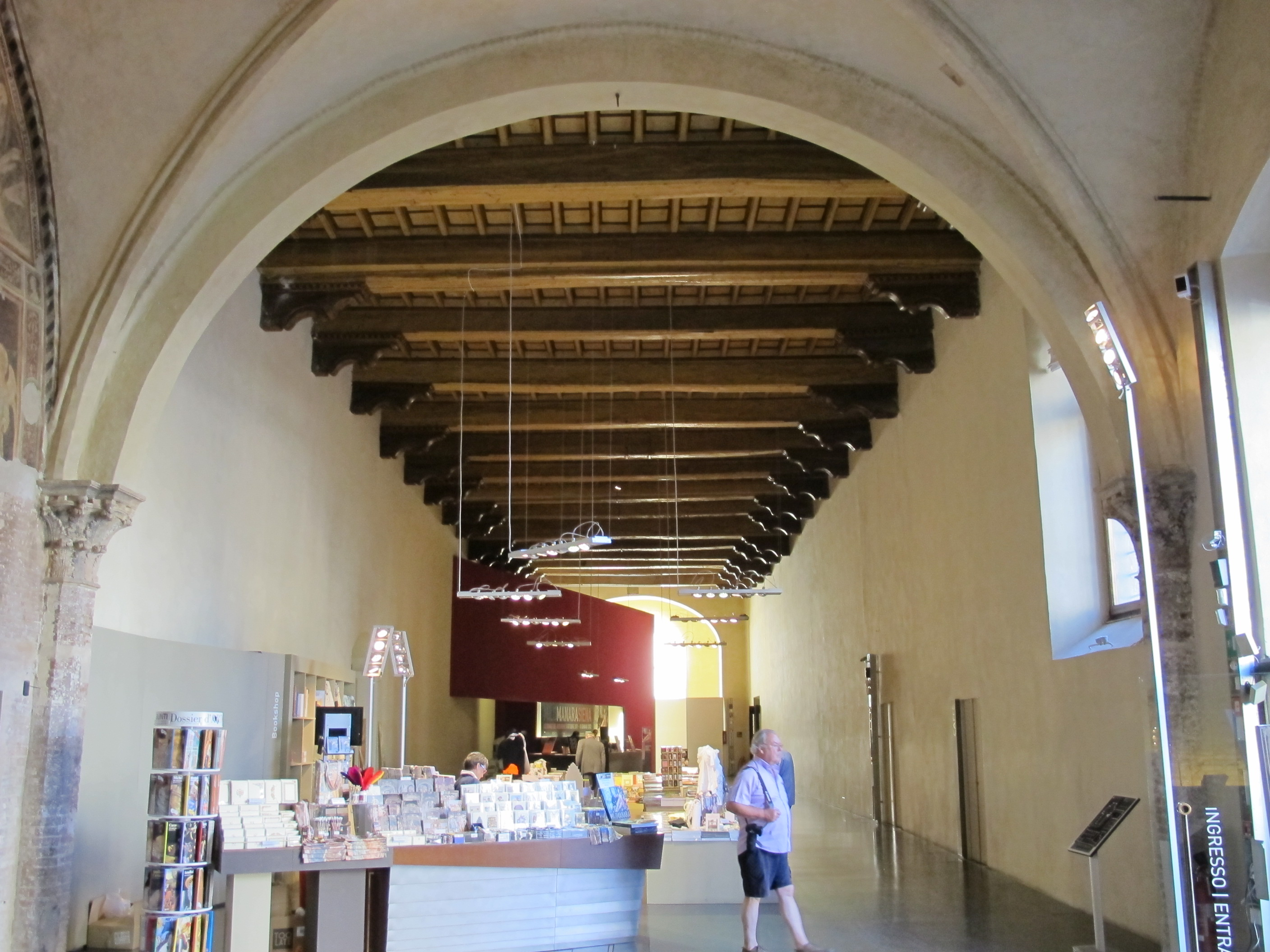
Scorcio della Cappella delle Donne, oltre la quale si trova la libreria e la biglietteria

La cappella delle Donne è la prima ad aprirsi alla vista del visitatore, trovandosi proprio all'entrata del complesso, prima della biglietteria, a livello del grande edificio d'angolo che chiudeva la facciata del complesso di Santa Maria della Scala sulla piazza del Duomo. La cappella venne edificata intorno alla metà del Trecento come nuovo pellegrinaio femminile, in aggiunta del più celebre pellegrinaio al centro del complesso.
Le due campate di cui si compone vennero affrescate agli inizi del Quattrocento. Sono rappresentati la Trinità tra i santi Filippo e Lorenzo con in basso una suora in preghiera, quasi a sottolineare la destinazione a uso esclusivamente femminile degli ambienti (opera di Martino di Bartolomeo), alcuni frammenti con le Pie donne al sepolcro e l'Orazione nell'orto (da riferire ad un artista vicino a Bartolo di Fredi), la Crocifissione e la sottostante Madonna della Misericordia con gli angeli che le sorreggono il manto e due gruppi di fedeli che invocano la sua protezione (opere da attribuire ad Andrea di Bartolo). Infine una Resurrezione frammentaria è firmata da Pietro di Domenico da Siena e datata al 1487.

#### Sagrestia Vecchia
È il primo locale che si incontra alla destra del lungo corridoio di ingresso che attraversa l'ospedale e venne edificata sul fianco destro della chiesa della Santissima Annunziata dal rettore Giovanni Buzzichelli (morto nel 1444). La funzione di questo locale era quella di ospitare le preziose reliquie acquistate dall'ospedale a Venezia nel 1359, reliquie in cui spiccava il Sacro Chiodo della Croce e conservate prima di allora nella Cappella del Manto. Le reliquie furono pagate ben 3000 fiorini d'oro, una cifra con cui all'epoca si poteva realizzare un palazzo nel centro della città. Si tratta di un nucleo di opere in metalli pregiati, smalti e pietre preziose di straordinario valore storico-artistico e di interesse religioso che ancora oggi costituisce per il museo una collezione di grande rilievo: essi sono esposti oggi nel primo livello al di sotto di quello della piazza.
La volta e le pareti furono affrescate dal dicembre 1446 al settembre 1449 da Lorenzo Vecchietta, su incarico dello stesso rettore trasmesso prima della sua morte sopraggiunta nel 1444. Le volte mostrano il Cristo al centro e le figure dei quattro evangelisti e di profeti. Il programma iconografico delle pareti è di grande complessità e suggestione e raffigura il ciclo cristologico con gli Articoli del Credo, con riferimenti a Nuovo e Antico Testamento.
La sagrestia vecchia accoglie anche il celebre affresco di Domenico di Bartolo del 1444 e raffigurante la Madonna della Misericordia o  Madonna del Manto. Realizzato inizialmente per la Cappella delle reliquie, fu da lì staccato e trasferito qui nel 1610.
Nel 1445 trovò posto nella Sagrestia anche un armadio per le reliquie, "l'Arliquiera", dipinta anch'essa dal Vecchietta e attualmente in deposito nella Pinacoteca Nazionale di Siena.

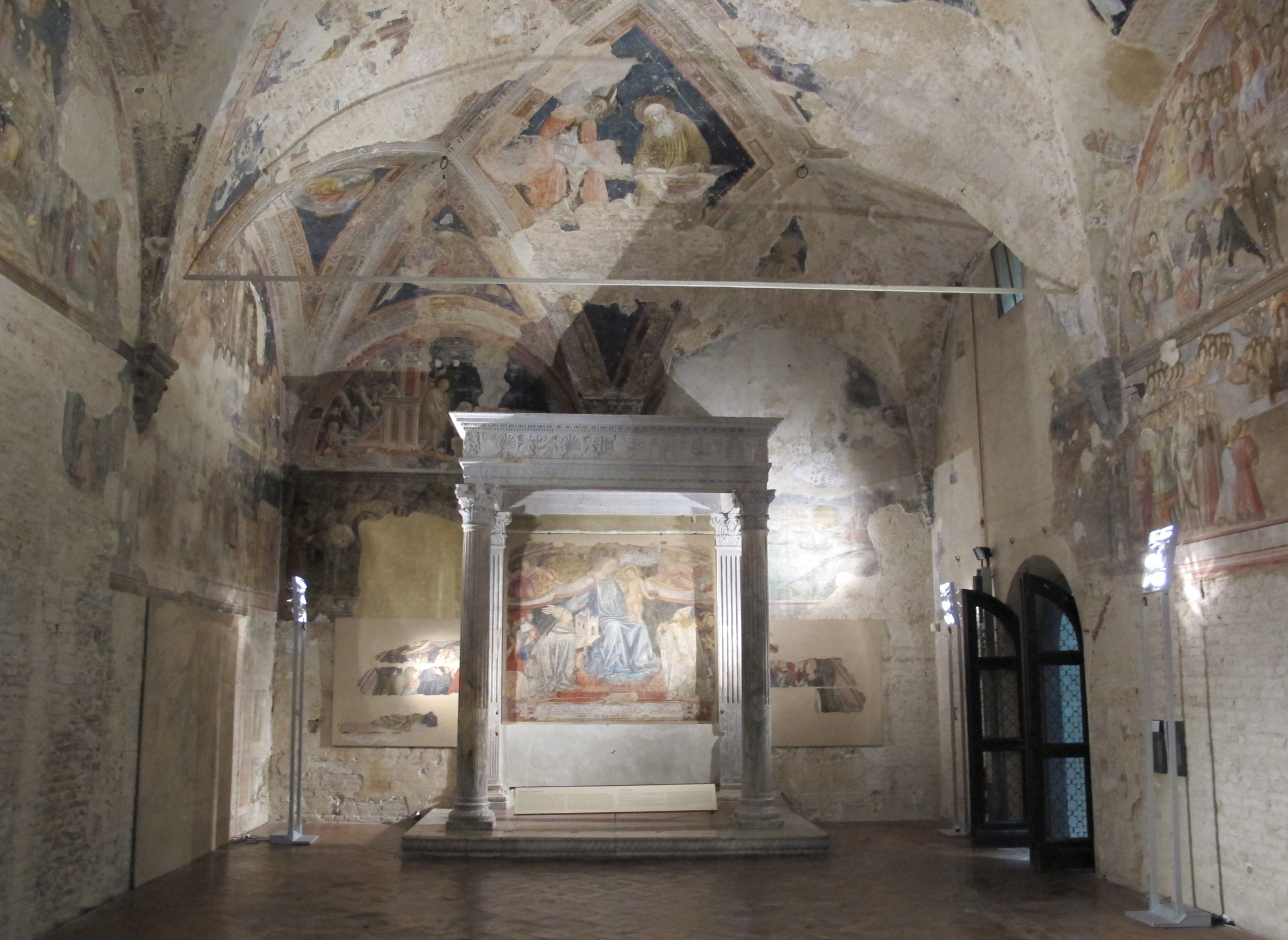
Sagrestia Vecchia
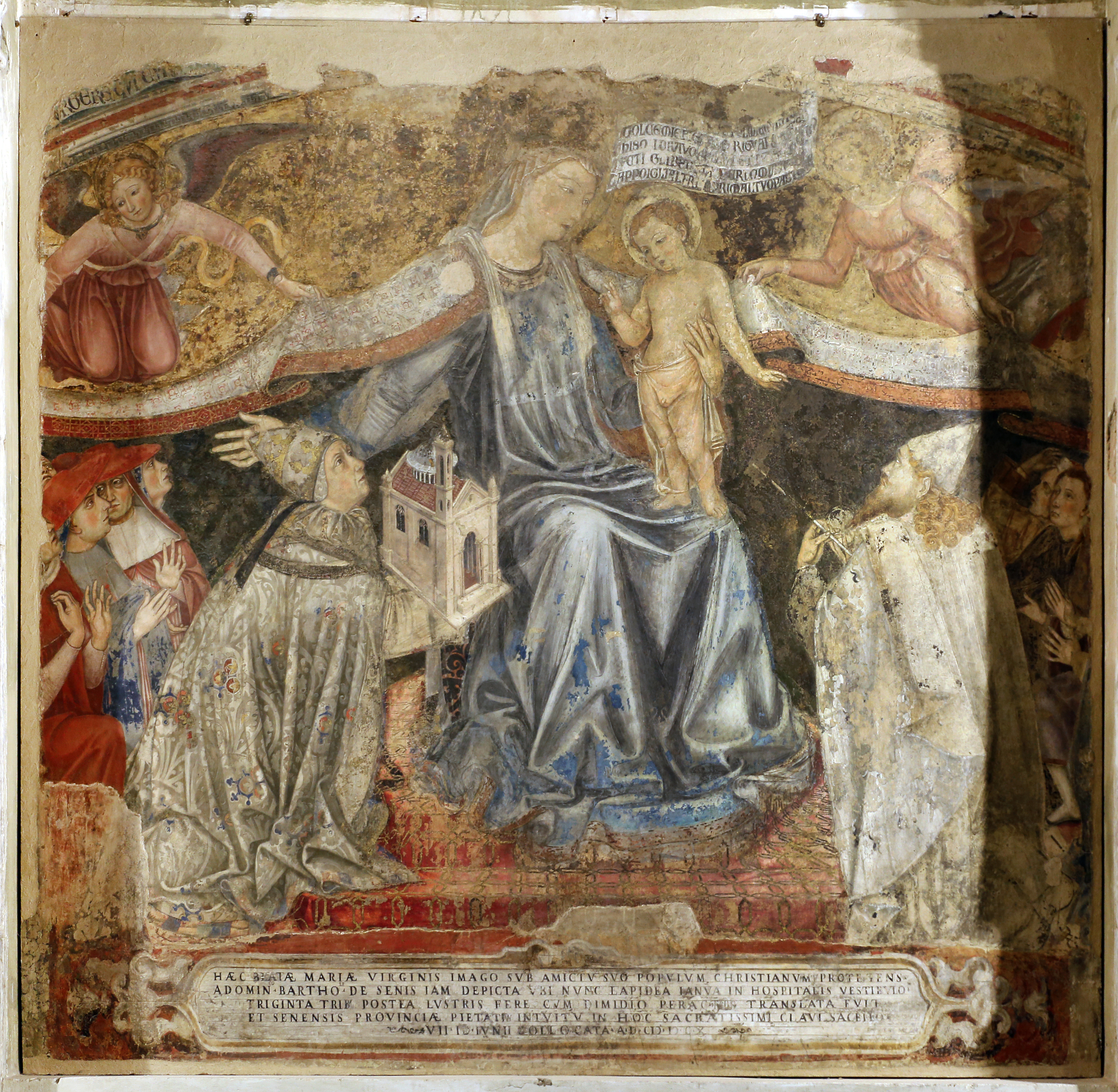
Domenico di Bartolo, Madonna della Misericordia
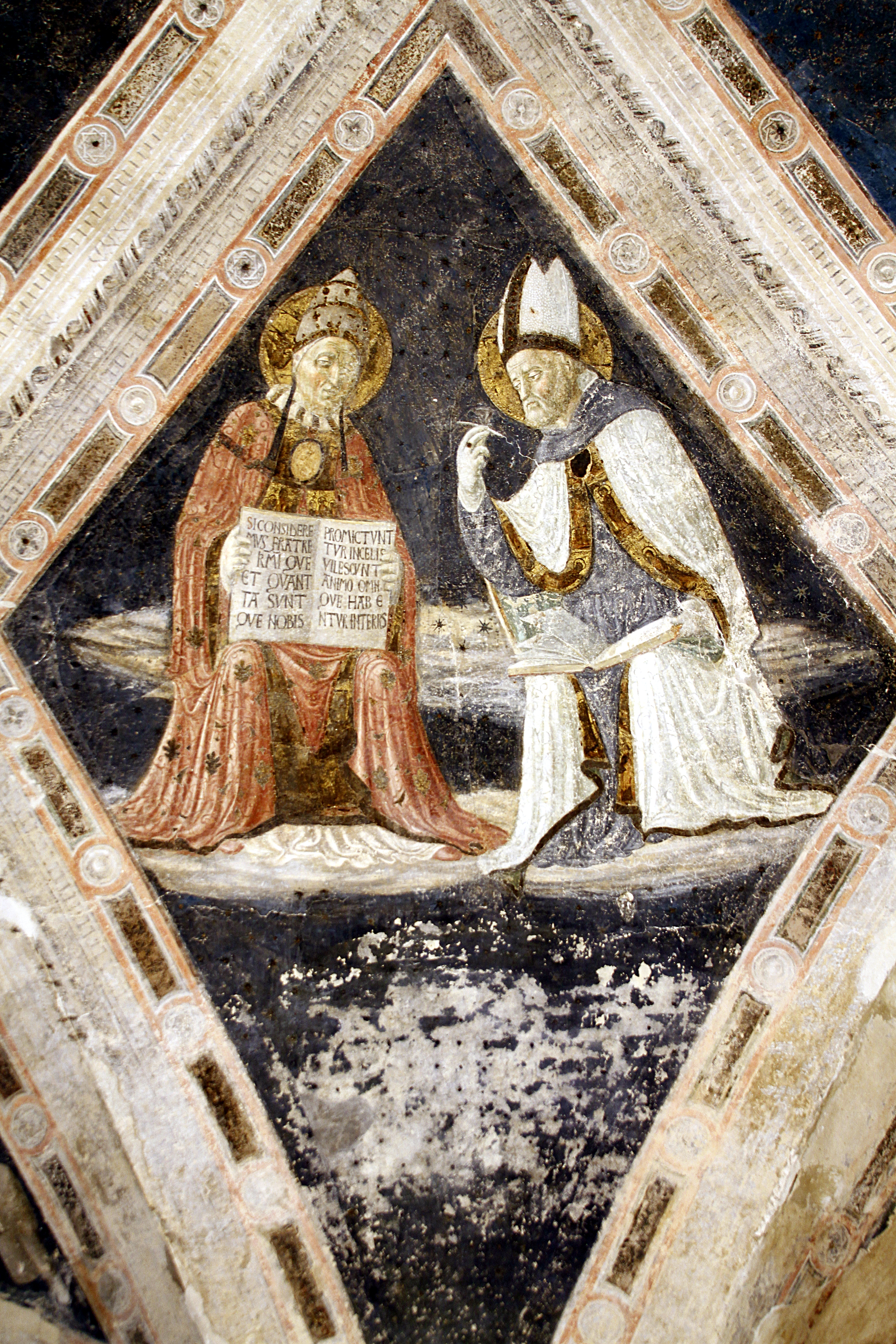
Vecchietta, Dottori della Chiesa

#### Cappella della Madonna
Vi si accede dalla Sagrestia vecchia e si trova, come la sagrestia vecchia stessa, a ridosso del fianco destro della chiesa. Fu edificata intorno al 1680 per la volontà di suor Elisabetta Biagini, nello stesso luogo dove si trovava una più antica cappella dedicata ai santi Gioacchino e Anna.
Conserva un ciclo settecentesco dedicato alla Madonna, opera del pittore Giuseppe Nicola Nasini, realizzato in collaborazione con il figlio Apollonio. La decorazione è costituita da due grandi tele poste sulla parete destra, entro cornici a stucco, raffiguranti la Natività della Vergine e la Presentazione al Tempio; nella parte opposta un altro dipinto, sempre su tela, con la Fuga in Egitto. Una serie di affreschi, raffiguranti l'Incoronazione della Madonna, la Vergine incoronata dalla Trinità e alcuni Angeli con gli strumenti della Passione caratterizzano invece le volte, i peducci e il soffitto. Si tratta probabilmente di una delle ultime realizzazioni di Giuseppe Nicola Nasini, il più autorevole esponente della pittura senese di questo periodo.
Sull'altare è posta un'interessante tavola cuspidata dei primi del Quattrocento, opera del pittore senese Paolo di Giovanni Fei, raffigurante la Madonna col Bambino circondata da sette angeli. Il dipinto, che era custodito da suor Elisabetta, fu collocato nella cappella al momento della sua ristrutturazione.
Qui si trova anche la pala con la Strage degli Innocenti di Matteo di Giovanni (1482), in deposito dalla chiesa di Sant'Agostino: nel concitato e drammatico svolgersi degli avvenimenti, alcuni fanciulli guardano divertiti da un affaccio, come se fossero a teatro, un motivo presente anche nell'analoga rappresentazione nel pavimento del Duomo di Siena.

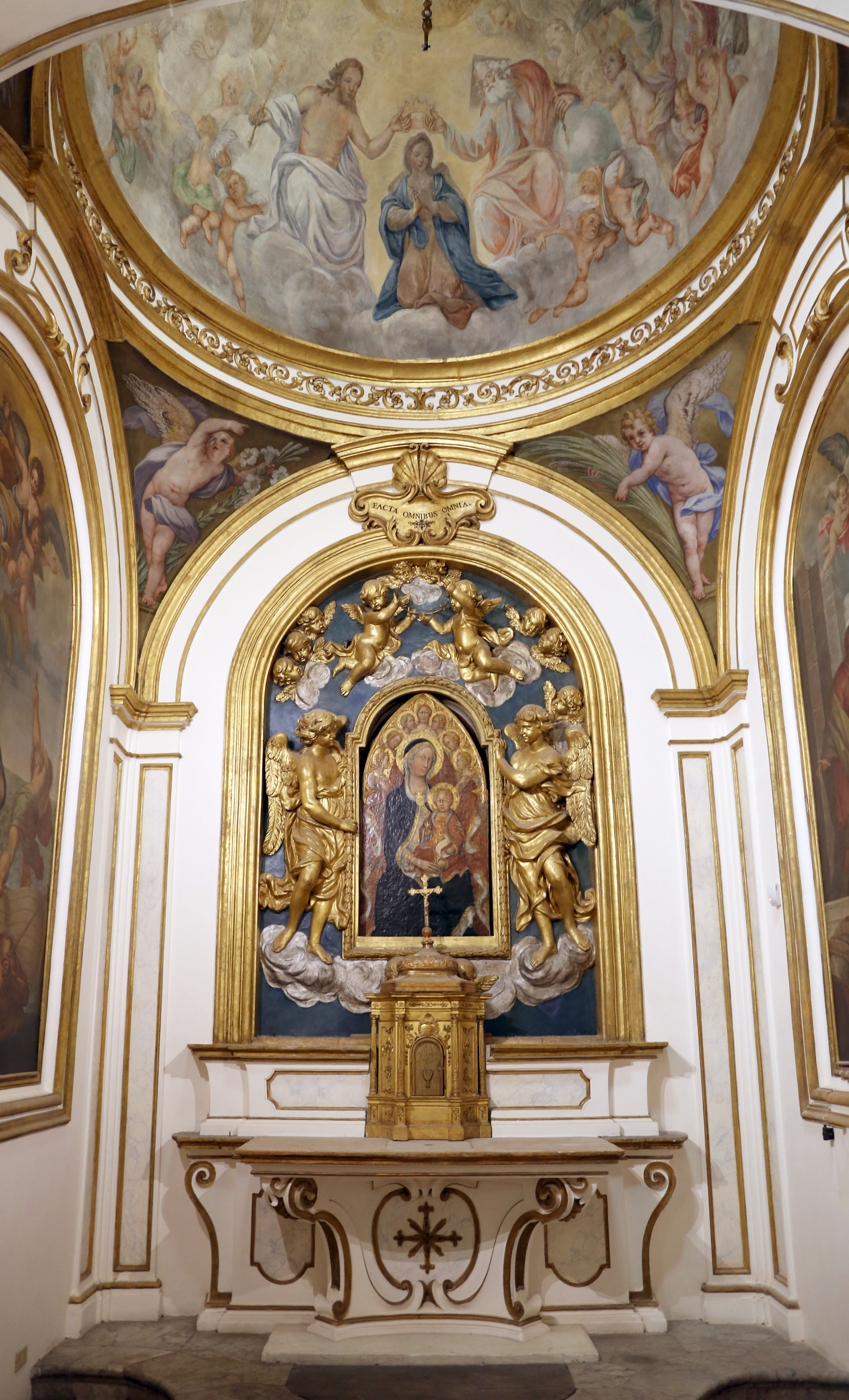
Cappella della Madonna, altare barocco con la tavola di inizio Quattrocento di Paolo di Giovanni Fei
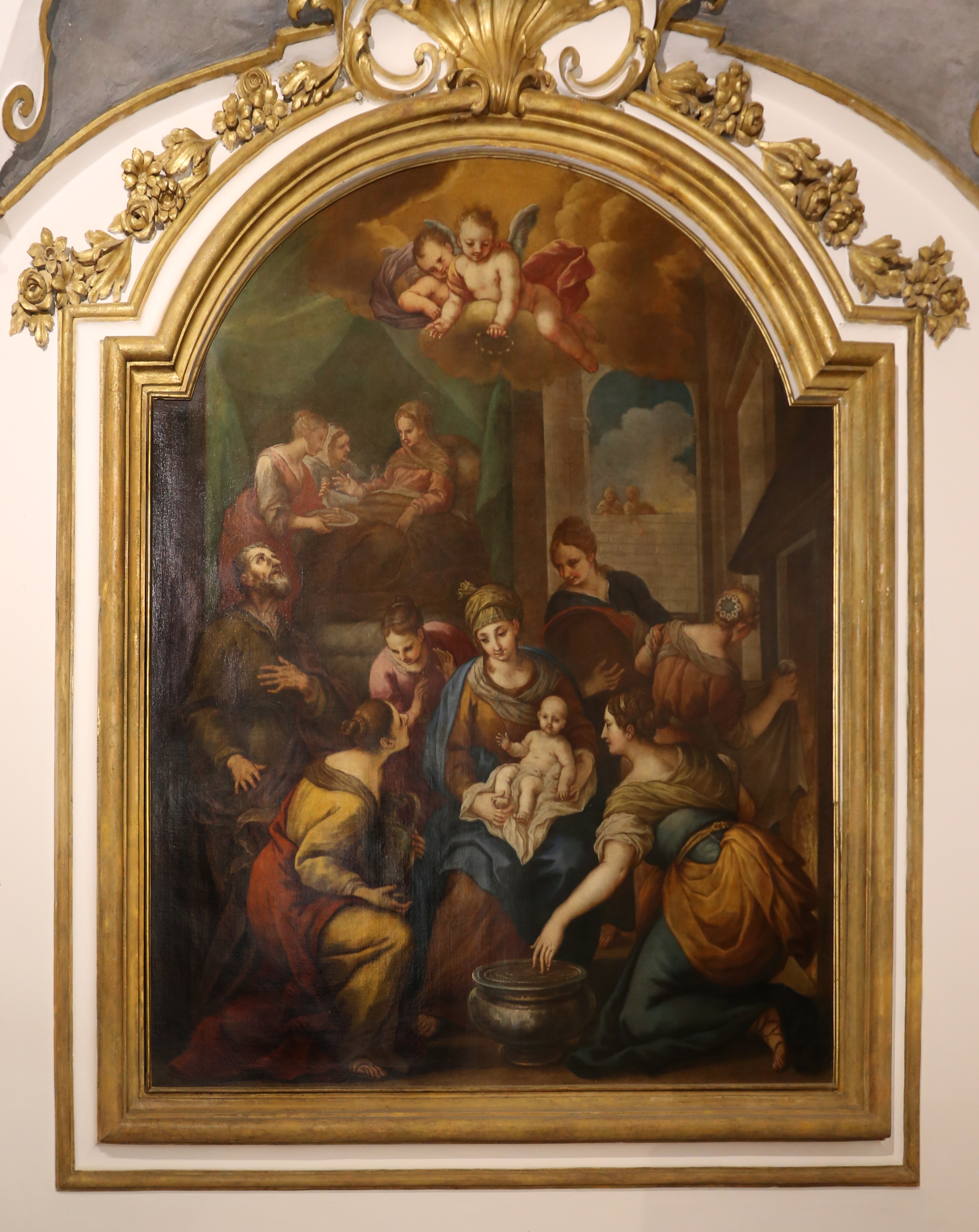
Giuseppe Nicola e Apollonio Nasini, Natività di Maria
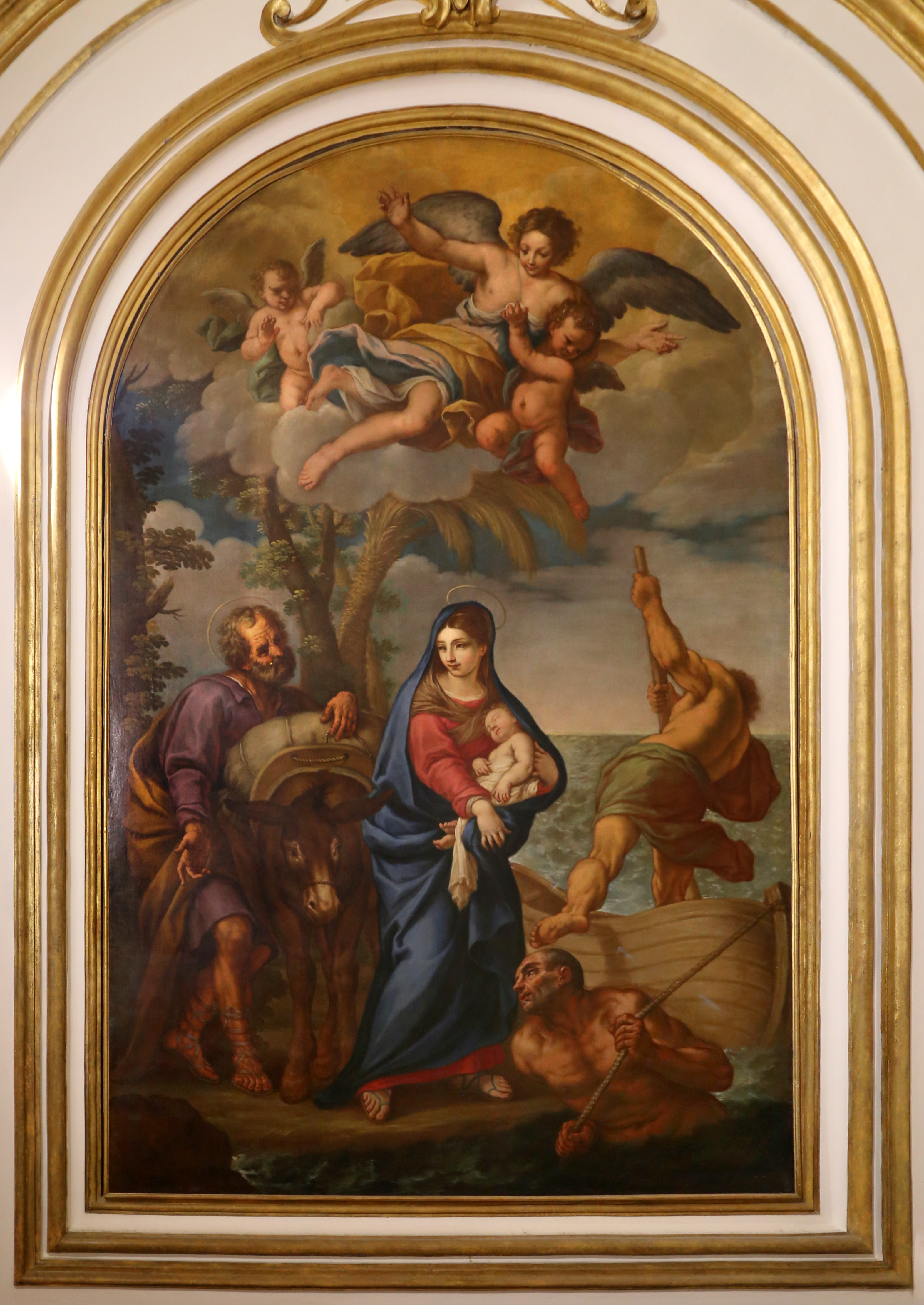
Giuseppe Nicola e Apollonio Nasini, Fuga in Egitto
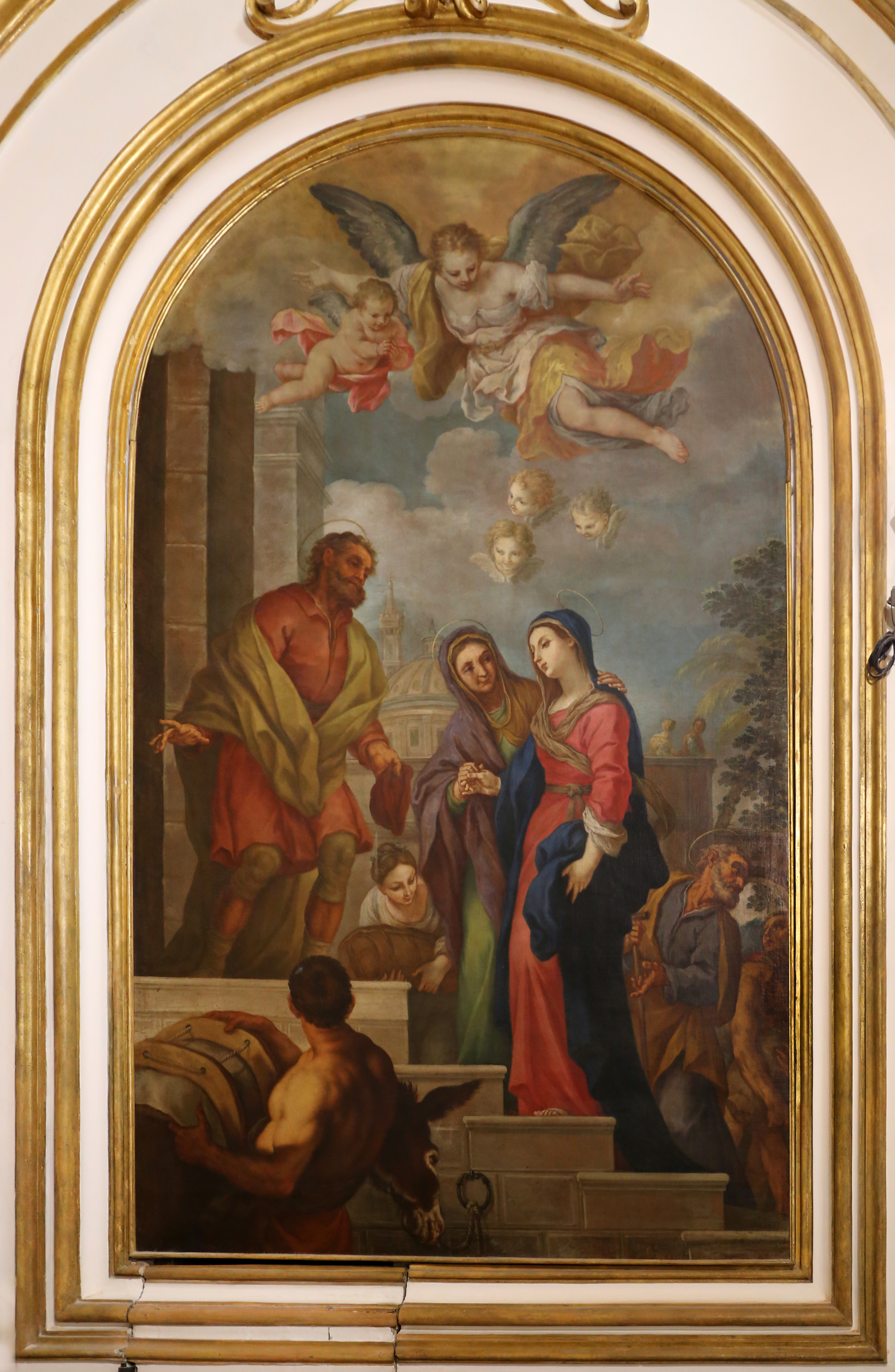
Giuseppe Nicola e Apollonio Nasini, Presentazione di Maria al tempio
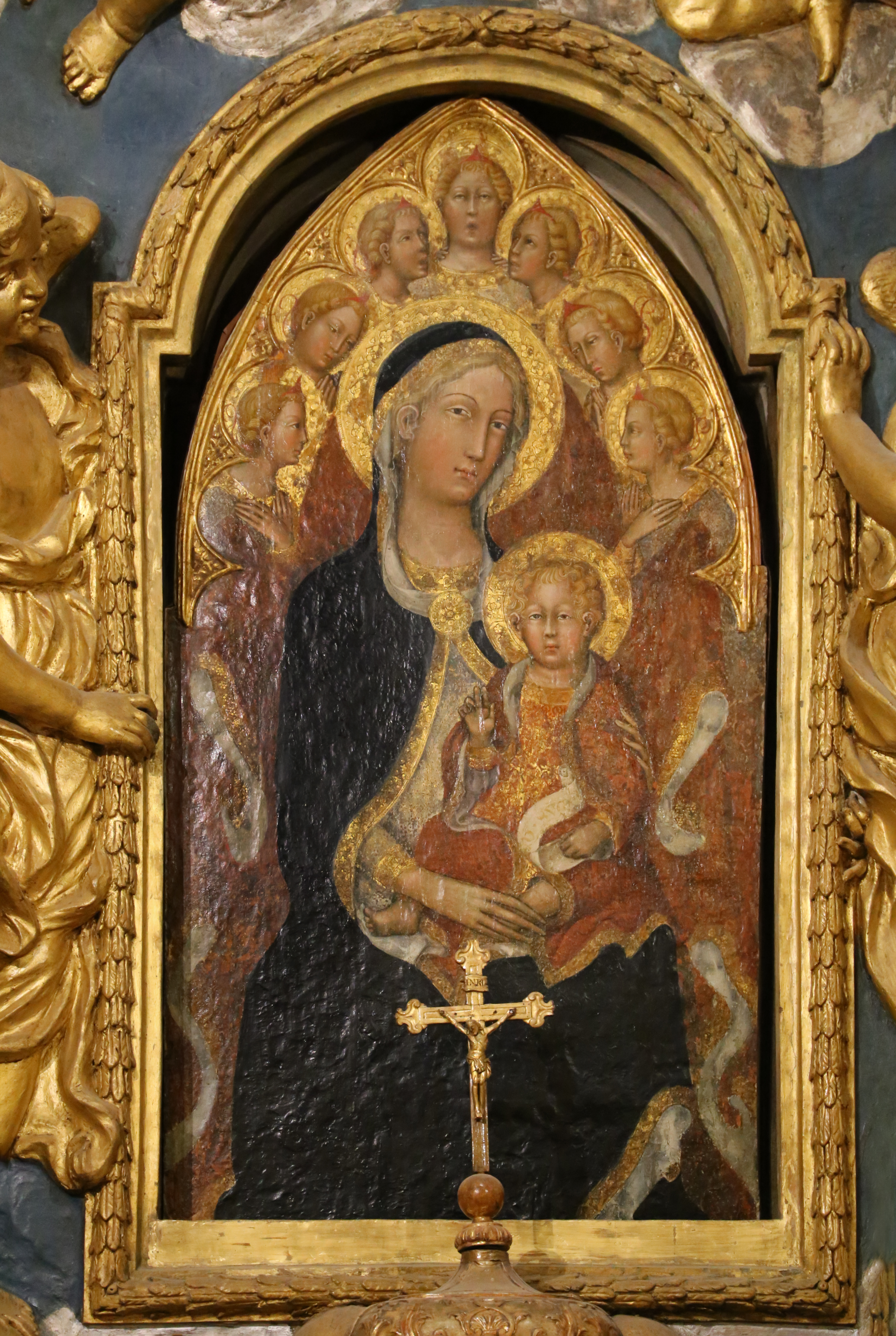
Paolo di Giovanni Fei, Madonna col Bambino e sette angeli

#### Chiesa della Santissima Annunziata

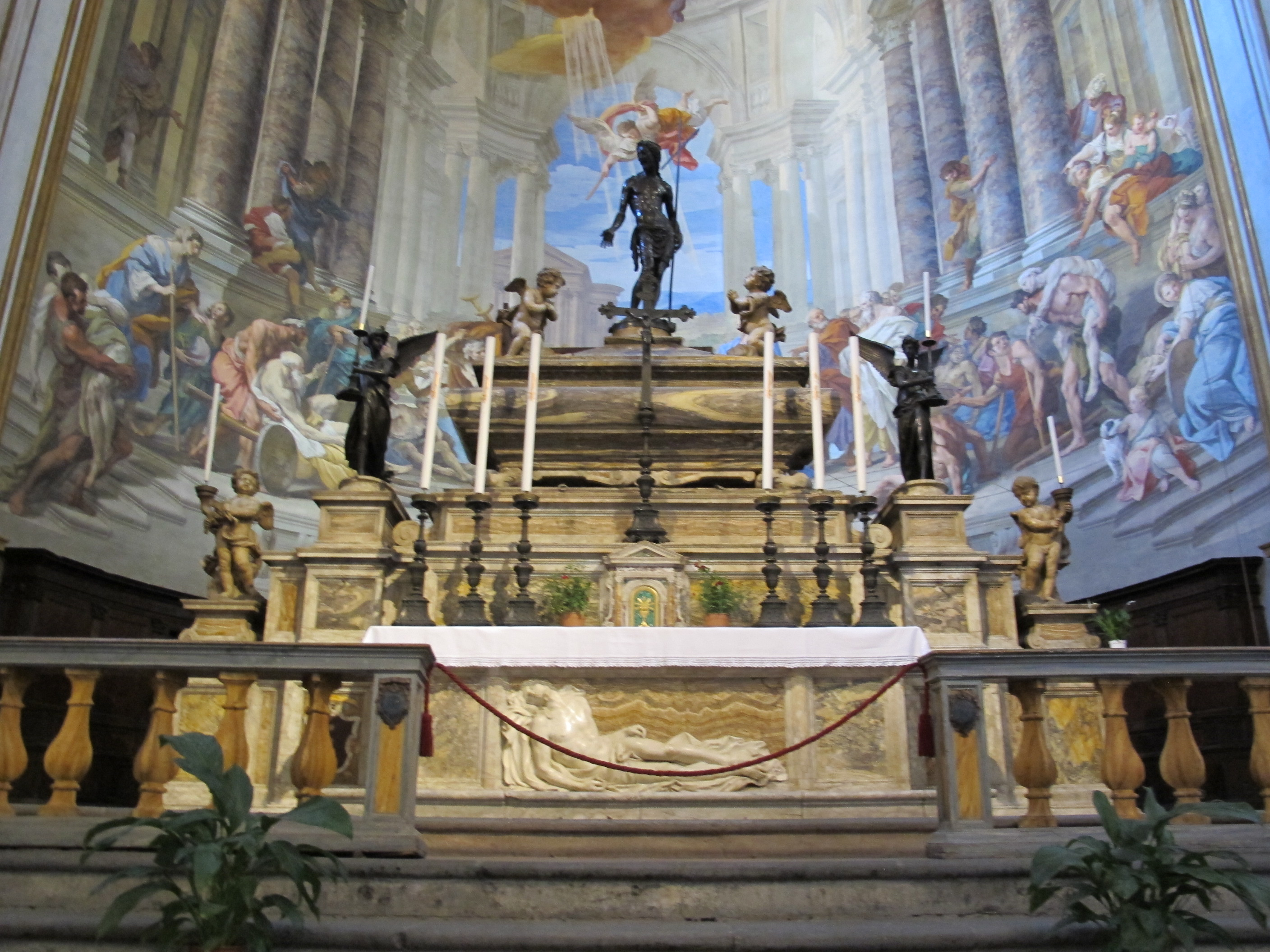
L'altare della Santissima Annunziata

Nata come cappella dello "spedale", si trova nel suo nucleo più antico, documentato già in un atto di donazione del 29 marzo 1090. Oggi vi si accede dalla Cappella della Madonna. La chiesa dovette essere edificata nel 1257, ma completamente trasformata nella seconda metà del XV secolo, ad opera di Guidoccio di Andrea, con l'aiuto, tra gli altri, del celebre Francesco di Giorgio Martini, a cui spettano le decorazioni (perdute) della "nobil tribuna", cioè la zona absidale stessa, e quella del "palcho a scatole", cioè dei cassettoni nel soffitto.
Alla fine del Seicento le disposizioni testamentarie di Agostino Chigi (1560-1626), già rettore dell'ospedale, permisero la ricostruzione dell'altare maggiore, che fu rifatto in marmo da Giuseppe Mazzuoli e sulla cui sommità venne posto il bellissimo Cristo bronzeo di Lorenzo Vecchietta (1476), di ispirazione donatelliana. In quell'occasione vennero anche creati due altari laterali, cui si aggiunsero altri due nel primo Settecento.
Al 1730 risale la decisione di ridecorare il catino absidale, cui contribuì entro i due anni successivi Sebastiano Conca, dipingendovi la Piscina Probatica narrata nel Vangelo di Giovanni.

#### Atrio

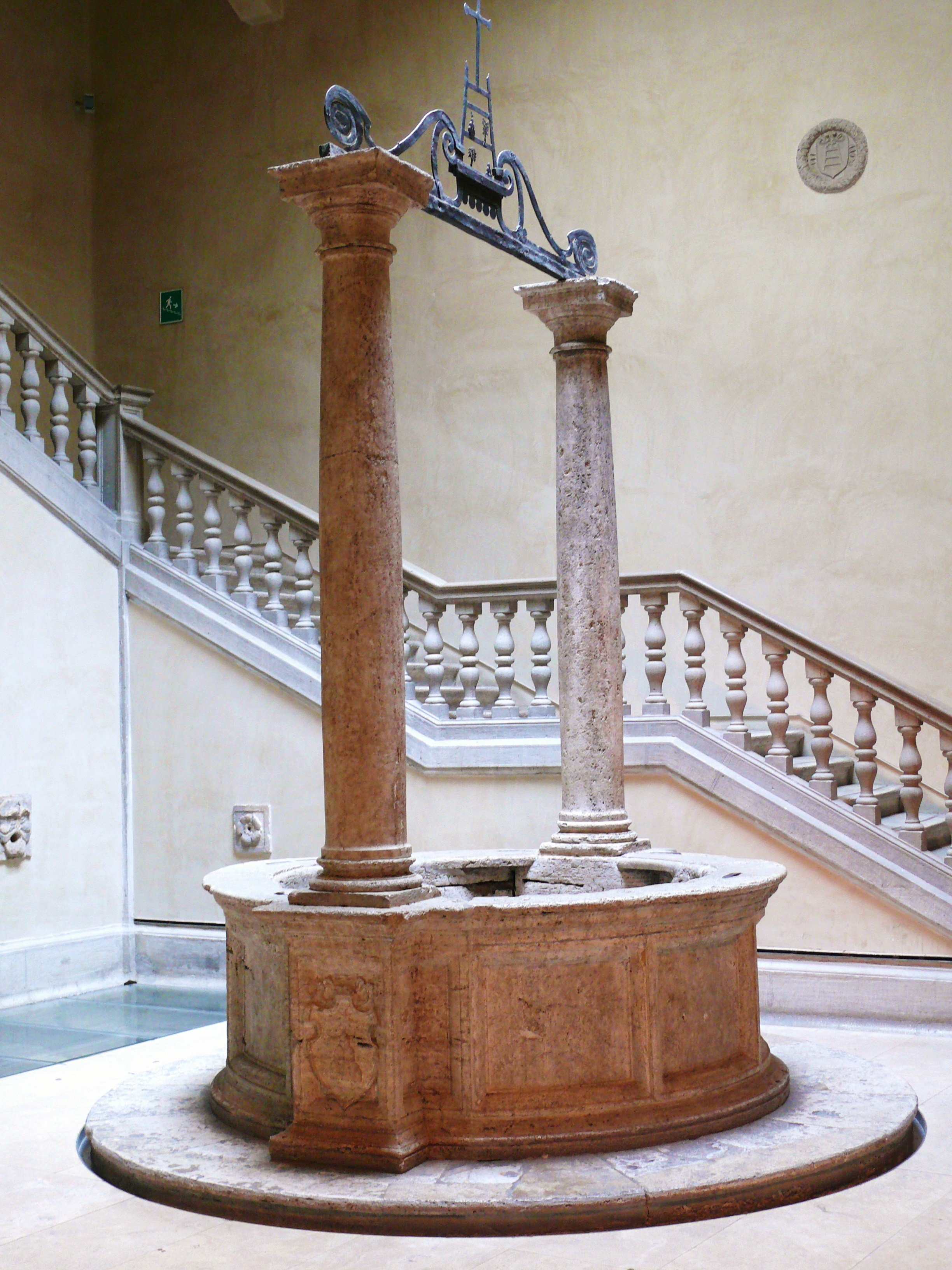
Il pozzo e la scalinata che porta al primo piano

Uscendo dalla chiesa ci si trova presso un vano che costituiva l'ingresso principale fino al XIX secolo, e che infatti si trova dietro la facciata centrale più antica del complesso. Qui si trovano un soffitto rinascimentale e numerose lastre tombali, già nella chiesa dell'ospedale, tra cui, a sinistra per chi proveniva dalla piazza, la tomba di Jacopo Tondi, opera del 1507 forse di Giacomo Cozzarelli. Qui si trova anche il grande sepolcreto dei rettori, voluto da Agostino Chigi e originariamente posto al centro della chiesa, diviso in 44 formelle in ognuna delle quali è posto il nome e l'arme dei vari rettori, a partire da Giovanni di Tese Tolomei (1314-1399). Al centro del grande bassorilievo policromo è posto proprio lo stemma Chigi sormontato da quello della Scala, con le iniziali AC (Agostino Chigi). L'opera fu realizzata, su disegno tradizionalmente attribuito a Ventura Salimbeni, da Ascanio Covatti.

#### Cappella delle Reliquie

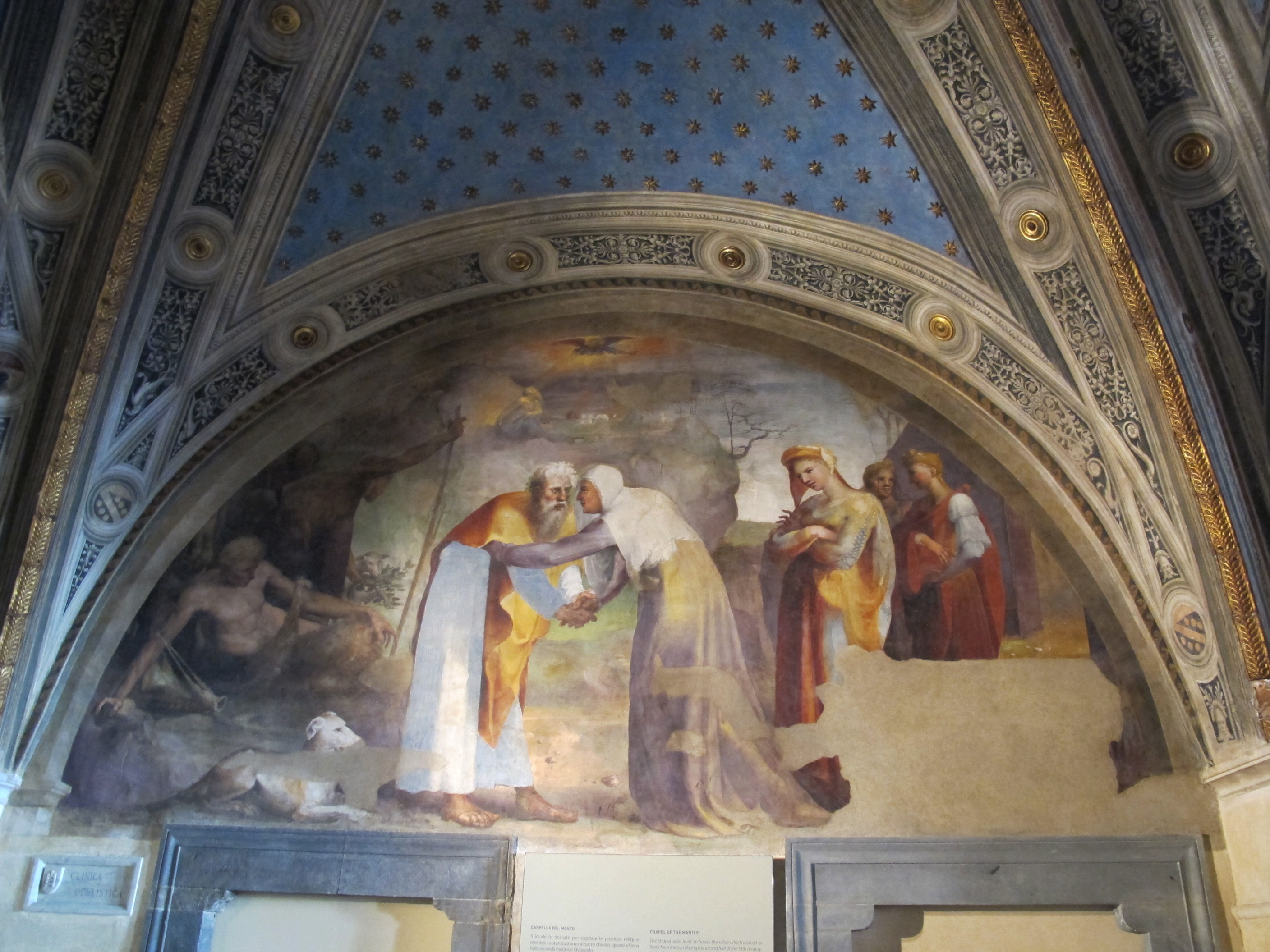
Cappella delle Reliquie, Incontro alla Porta d'Oro di Domenico Beccafumi (1513)

Si trova alla destra dell'atrio e fu edificata nella seconda metà del Trecento per accogliere le già citate reliquie acquistate nel 1359 a Venezia e qui rimaste fino al loro trasferimento nella Sagrestia Vecchia (1444 circa). La cappella è detta anche Cappella del Manto, dal nome dal già citato affresco di Domenico di Bartolo del 1445, conservato qui fino al 1610, quando fu collocato anch'esso nella Sagrestia Vecchia, dove si trova tuttora.
Le tre campate della cappella sono suddivise da archi a crociera: nelle prime due verso l'esterno nel 1370 Cristoforo di Bindoccio e Meo di Pero affrescarono una Madonna in trono e alcuni santi nelle pareti e nei sottarchi. Nella terza invece, nel 1513, per volontà di Pandolfo Petrucci, signore di Siena e Rettore del Duomo, vennero realizzate da Domenico Beccafumi altre due importanti opere: la lunetta affrescata raffigurante l'Incontro alla Porta Aurea e la tavola con la Trinità e i santi Cosma, Giovanni Battista, Giovanni Evangelista e Damiano attualmente conservata nella Pinacoteca Nazionale di Siena. Di fronte alla lunetta del Beccafumi abbiamo invece una panoramica della città di Roma, per opera di collaboratori del Beccafumi.

#### Corsie centrali
A sinistra del Pellegrinaio e parallelamente ad esso si trovano le lunghe sale di Sant'Ansano e, più oltre, di San Galgano, rispettivamente antiche corsie famminile e maschile dell'ospedale. Edificati negli ultimi decenni del Trecento, affacciati sul Fosso di Sant'Ansano e addossati all'antico refettorio dei frati, attualmente i due locali sono adibiti a spazio espositivo temporaneo. Sulle pareti si vedono tracce di affreschi che indicavano le testate dei letti. Nell'ex infermeria di San Galgano è posto un affresco raffigurante una Crocifissione con la Madonna e san Giovanni apostolo di Paolo di Giovanni Fei, degli inizi del XV secolo.

#### La sala del Pellegrinaio

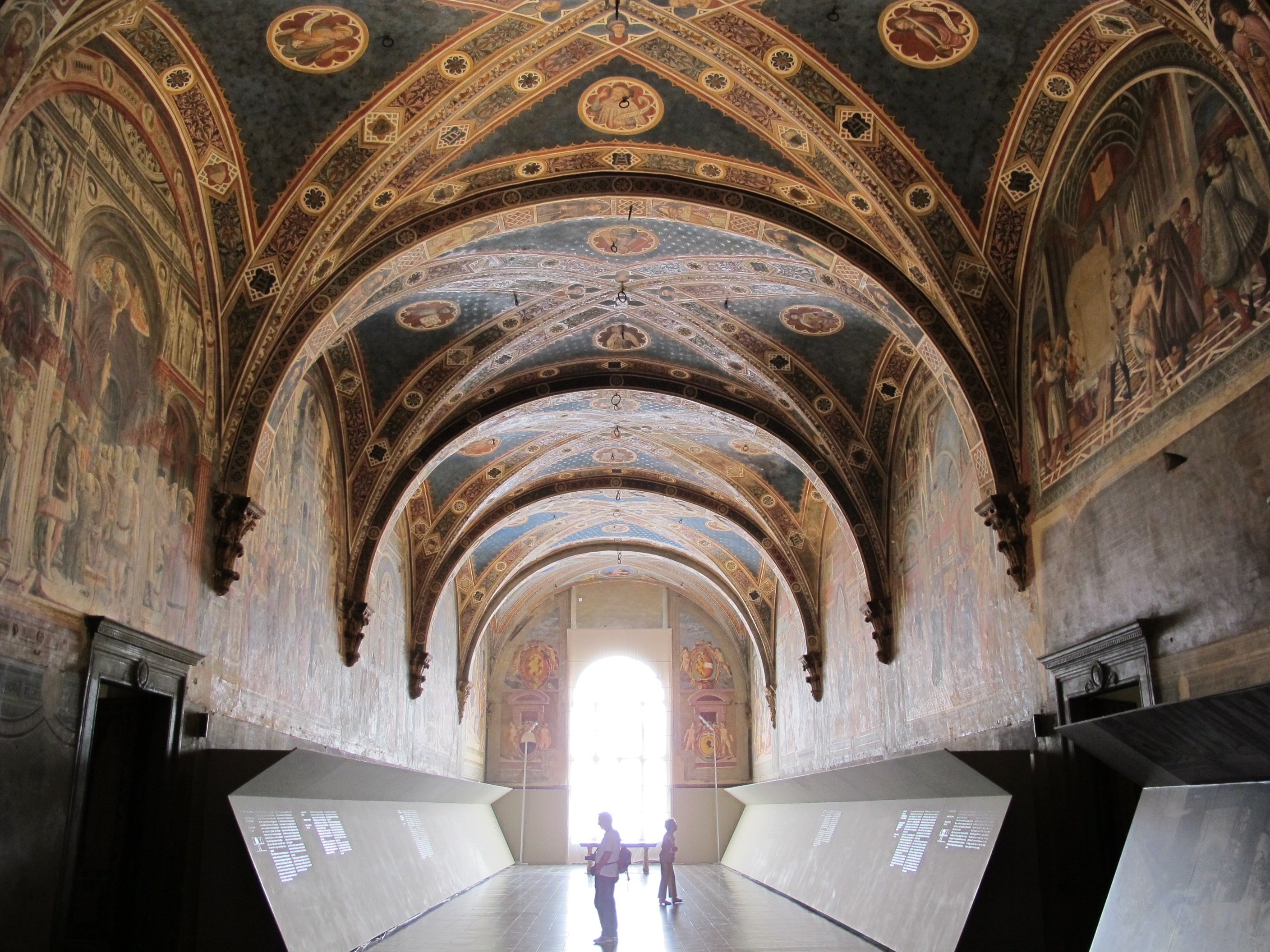
Pellegrinaio

Il Pellegrinaio è il vano più interessante e prezioso di tutto il complesso museale. Costruito intorno al 1320-1330, fu ristrutturato intorno al 1380 e dotato dell'attuale volta a crociera agli inizi del 1400. Fu quindi affrescato da vari artisti negli anni 1440-1444, conservando un importante ciclo esaltante la missione dell'ospedale. Gli affreschi del Pellegrinaio non solo rappresentano un ciclo quattrocentesco di grande originalità e suggestione, ma sono anche una testimonianza iconografica unica in Europa sulla vita ospedaliera dell'epoca, con descrizioni minute dei costumi, degli oggetti e dei fondali architettonici. Dal primo affresco a sinistra e procedendo in senso orario troviamo:
1. Lorenzo Vecchietta, Sogno della madre del Beato Sorore (1441)
2. Domenico di Bartolo, Elemosina del vescovo (1442-1443)
3. Priamo della Quercia, Investitura del rettore dell'ospedale (1442)
4. Domenico di Bartolo, Celestino III concede privilegi di autonomia all'ospedale (1442)
5. Pietro d'Achille Crogi e Giovanni di Raffaele Navesi, Pagamento dei baliatici con il grano (1575-1577)
6. Pietro d'Achille Crogi e Giovanni di Raffaele Navesi, Pagamento dei baliatici con il denaro (1575-1577)
7. Domenico di Bartolo, Governo e cura degli infermi (1440-1441)
8. Domenico di Bartolo, Distribuzione delle elemosine (1441)
9. Domenico di Bartolo, Accoglienza, educazione e matrimonio di una "figlia dello spedale" (1441-1442)
10. Domenico di Bartolo, Pranzo dei poveri (1443-1444)

Questo locale fu costruito inizialmente per offrire ospitalità ai numerosi pellegrini in transito a Siena (da cui il nome). Nel Quattrocento si decise tuttavia di conferirgli il ruolo di salone di rappresentanza, per poi assolvere le più svariate funzioni nel corso dei secoli, inclusa quella di accogliere i degenti. È stata corsia ospedaliera fino al 1995.

#### Passeggio
Da quest'ultima stanza si accede al "Passeggio", un vasto e luminoso ambiente che ha per secoli costituito il luogo di incontro dell'ospedale. La prima documentazione relativa alla sua realizzazione risale al 1379, quando fu deciso di ‘duplicare’ il Pellegrinaio con una seconda sala ad esso contigua: la preziosa testimonianza dall'affresco del Pellegrinaio di Domenico di Bartolo con la Cura degli infermi permette di ipotizzare che questo ambiente fosse in origine coperto a travature. È probabile che la copertura con volte a crociera risalga agli inizi del Cinquecento, mentre al secolo successivo risalgono le porte di accesso alle sale San Pio, San Leopoldo, San Giuseppe, San Carlo Alberto.
Attualmente la grande corsia ospita alcuni gruppi scultorei. Al di sopra della porta di accesso sono presenti due stemmi: il primo, un grande scudo di legno sagomato, è identificato da un'iscrizione nel nastro inferiore come emblema ufficiale del Regio Spedale degli Esposti. Il secondo stemma, poco più grande, è dipinto su un ovale di lamiera: come rivelano la croce d'argento, i due ordini, quello dei Santi Maurizio e Lazzaro (la croce trilobata) e quello dell'Annunziata (il pendente con la scena dell'Annunciazione), si tratta dello stemma di casa Savoia, eseguito per l'ospedale presumibilmente verso la fine del XIX secolo.

#### Corsie est

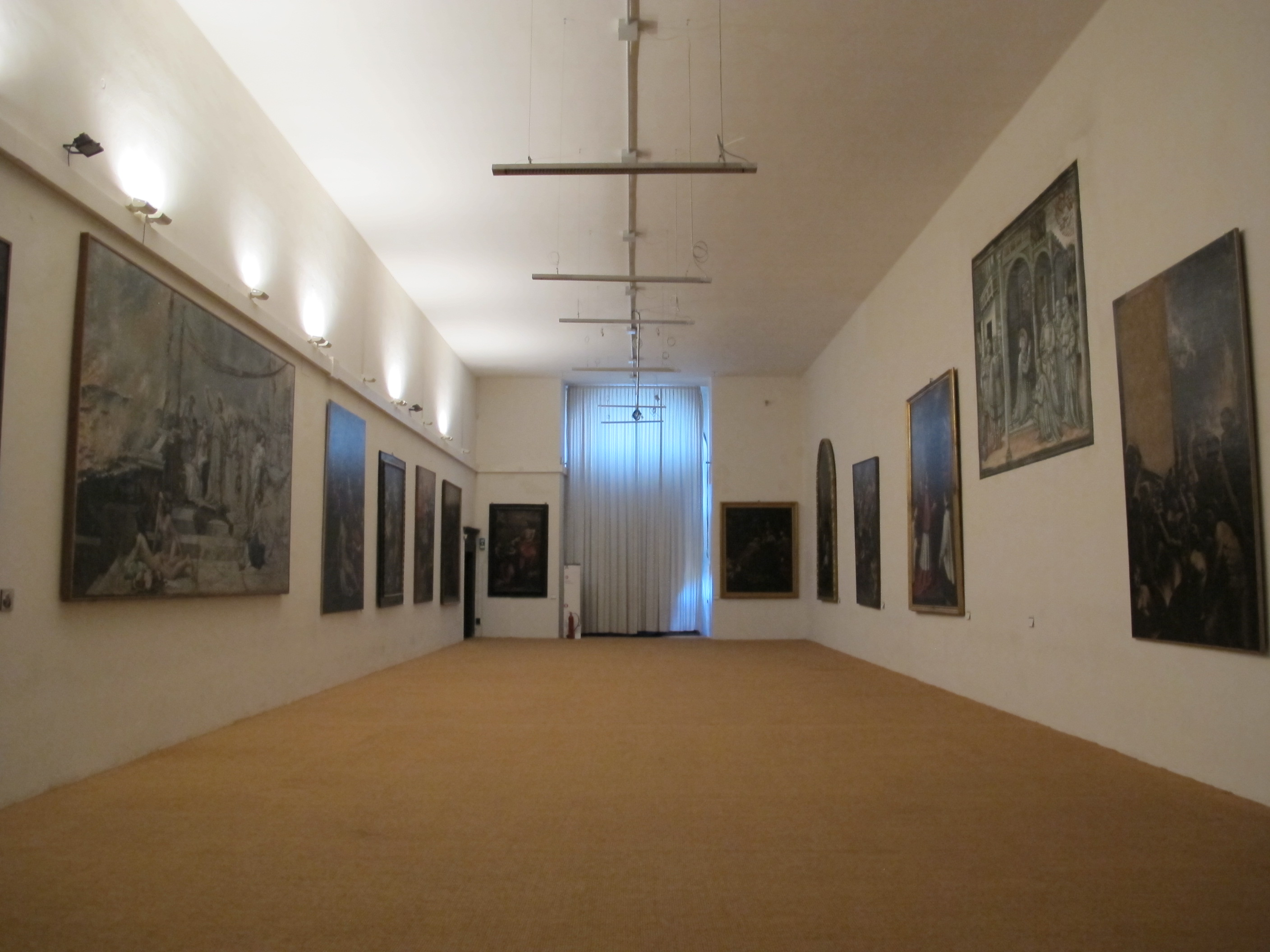
La corsia di San Pio

Dal Passeggio si accede a tre lunghi vani, già corsie, disposti perpendicolarmente rispetto al Passeggio: la Sala San Pio, la Sala San Giuseppe e la Sala San Leopoldo.
La Sala di San Pio, probabilmente realizzata poco dopo la costruzione del Passeggio, fu adibita ad infermeria fino al 1975, anno in cui gran parte delle attività ospedaliere vennero trasferite nel nuovo nosocomio. Sulla parete destra si conserva ancora un affresco quattrocentesco: si tratta di un'opera attribuita a Priamo della Quercia (datata attorno al 1440 circa), raffigurante due episodi della vita del beato senese Giovanni Colombini. Attualmente la grande sala ospita una sorta di quadreria, che raccoglie dipinti provenienti da conventi, oratori e chiese di ordini religiosi soppressi in epoca napoleonica e post-unitaria, dal Palazzo Pubblico, dalla residenza del Governatore Mediceo e dalle collezioni dello stesso Santa Maria della Scala. Nella sala sono inoltre ospitate due opere fondamentali per la storia dell'Ottocento accademico senese, Le ultime ore della libertà senese (1882) e l'incompiuta Nerone contempla l'incendio di Roma di Pietro Aldi.
La Sala San Giuseppe ospita una serie di gessi realizzati dallo scultore senese Tito Sarrocchi. Le opere esposte sono alcuni dei circa duecento modelli in gesso donati dallo scultore al Comune di Siena nel 1894 e depositati in parte all'istituto tecnico intitolato allo scultore (in origine studio dello stesso Sarrocchi) e in parte suddivisi in vari locali comunali fino al trasferimento al Santa Maria della Scala.
La Sala San Leopoldo è attualmente adibita ad ospitare la collezione permanente del museo d'arte per bambini.
Nel 2001 è giunta in questa sezione del museo una raccolta di stampe xilografiche cinesi, proveniente dall'"Archivio G. Cipriani" di Firenze. Il titolo "Arte Popolare" rende evidente la politica culturale voluta dal governo cinese e da Mao Tse Tung. I soggetti sono tutti cuccioli e/o bambini, a volte con adulti, che fanno emergere l'aspetto giocoso ed emotivo della raccolta.

### Piano inferiore

#### Corticella
La Corticella costituisce uno dei principali nodi distributori dei percorsi medievali del Santa Maria della Scala. A seguito dell'abbattimento di anonimi tramezzi, la riapertura di alcune monofore e il recupero degli originali pilastri, si è automaticamente ricomposta l'unità spaziale di questo suggestivo ambiente trecentesco che, già prima del suo definitivo restauro, consente la piena leggibilità della qualità materica delle murature, filtrate dalla luce naturale del velario di copertura, e ribadisce la sua originale vocazione di spazio aperto.
Da questa corte si accede agli spazi del Fienile medievale, dove sono esposte le sculture della Fonte Gaia, all'oratorio della Compagnia di Santa Caterina della Notte, alla sede storica della Società di Esecutori di Pie Disposizioni (scendendo) e ai Magazzini della Corticella, che ospitano il Tesoro di Santa Maria della Scala.

#### Fienile

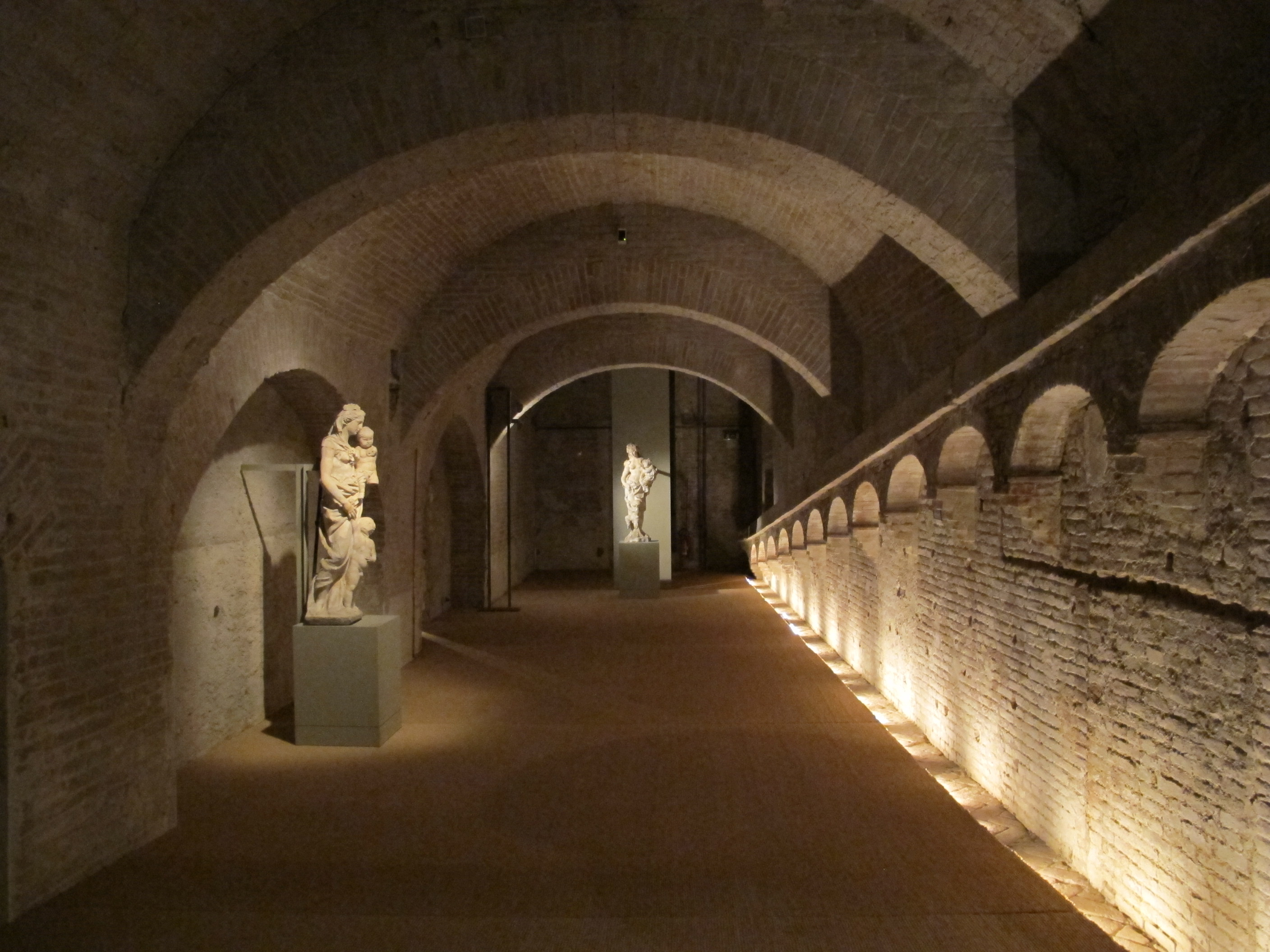
Il fienile

Nei locali trecenteschi, originariamente adibiti a ricovero per i numerosi viandanti sopraggiunti a Siena per l'Anno Santo del 1300 voluto da Bonifacio VIII, ed in seguito a “capanna da fieno”, si trovano dal 2001 i marmi originali della Fonte Gaia, sia quelli quattrocenteschi di Jacopo della Quercia, sia il rifacimento ottocentesco di Tito Sarrocchi, comprensivi dei gessi relativi.
Nell'attuale allestimento nei locali del Santa Maria della Scala, ai marmi originali sono stati affiancati, per un opportuno confronto, sia i modelli in gesso del Sarrocchi, sia i calchi tratti dalla fonte di Jacopo prima dello smontaggio da piazza del Campo. Si può scoprire così che molto spesso lo scultore purista dovette ricreare praticamente ex-novo i rilievi, a partire dai consunti mozziconi rinascimentali.
In futuro potrebbe anche essere ricomposta la fonte quattrocentesca nella sua interezza nei locali dell'ospedale.

#### Oratorio di Santa Caterina della Notte

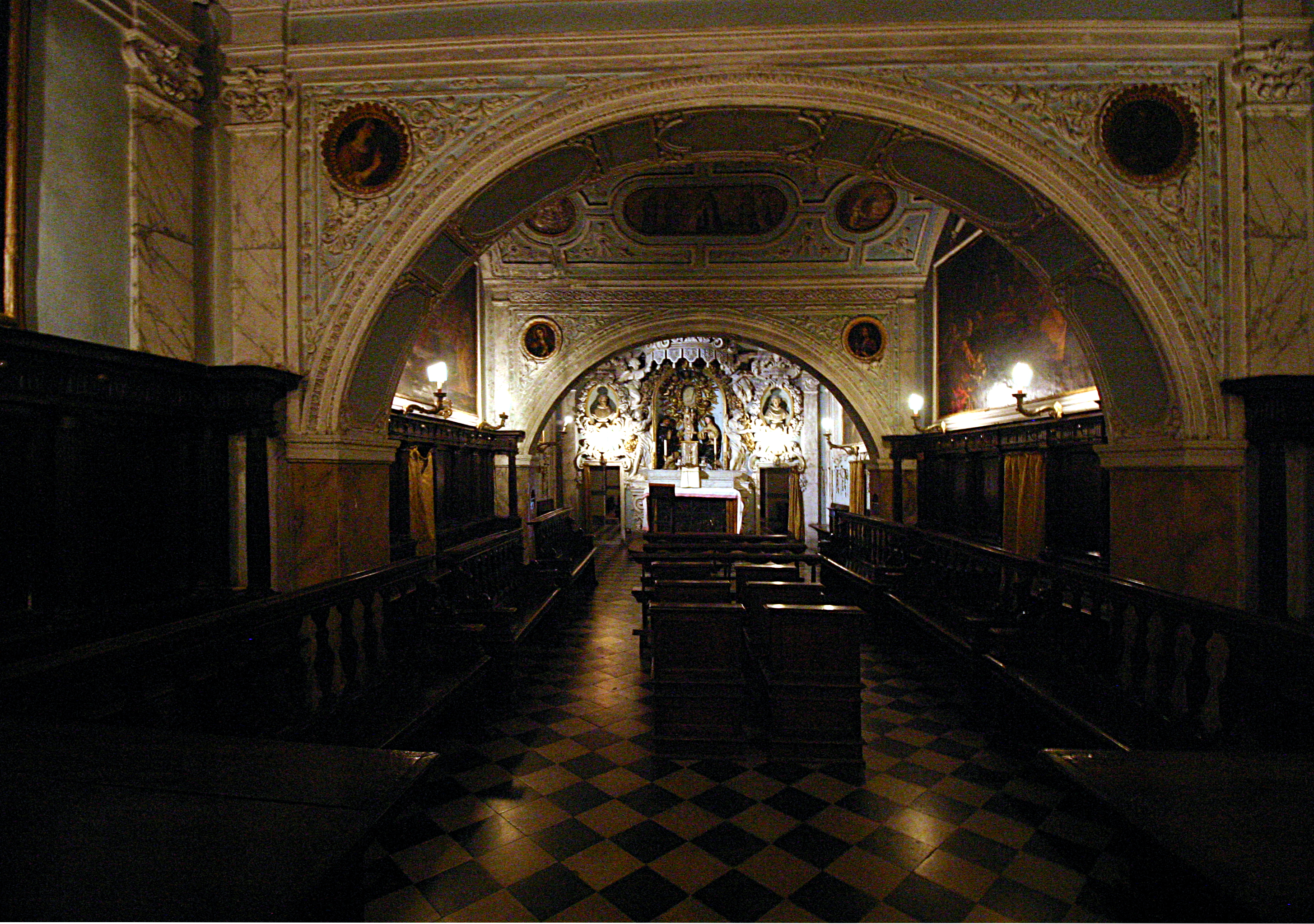
Oratorio di Santa Caterina della Notte

Dove santa Caterina da Siena sostava in preghiera e portava conforto agli ammalati, il fervore religioso dei numerosissimi devoti della santa fece erigere un oratorio. Sin dal XIV secolo la confraternita di San Michele Arcangelo, che ne era responsabile, era dedita soprattutto alla pietas per i defunti, essendo installata vicino al cimitero dell'ospedale e al cosiddetto "carnaio", la cui voragine precipitava dal piano superiore, corrispondente alla piazza del Duomo, fino a quello di piazza della Selva, posto molto più in basso.
Nel Seicento l'oratorio venne arricchito da numerosi stucchi e dipinti, tra cui quattro tele raffiguranti la vita di santa Caterina, da riferire ai pittori senesi Rutilio Manetti e Francesco Rustici. Sull'altare è posta una interessante Madonna in marmo del Trecento che si caratterizza probabilmente come la più antica immagine cultuale della compagnia, mentre ai suoi lati sono sistemati quattro angeli e i santi Domenico e Caterina in adorazione.
Oltre ai numerosi dipinti, intagli, reliquari ed arredi, la Compagnia conserva anche una bella tavola di Taddeo di Bartolo raffigurante la Madonna col Bambino, quattro angeli e i santi Giovanni Battista e Andrea, datata 1400, e quattro testate di bara con Santa Caterina che protegge sotto il manto quattro confratelli, Cristo risorto, le Stimmate della Santa e la Deposizione, da assegnare ad un artista senese dei primi decenni del Cinquecento.

#### Il Tesoro
Il Tesoro, riallestito nel 2011 nel magazzini della Corticella, nacque intorno a un importante gruppo di reliquie – con i loro contenitori in oro, argento e pietre preziose – proveniente dalla cappella imperiale di Costantinopoli. Venne comprato nel 1359 attraverso il mercante fiorentino Pietro di Giunta Torrigiani, che a sua volta lo aveva acquistato direttamente dall'imperatrice, forse costretta a metterle in vendita per far fronte a momenti finanziariamente difficili.
L'acquisizione del gruppo di reliquie da parte del Santa Maria della Scala avvenne dopo una laboriosa trattativa condotta per accertarne l'autenticità, comprovarne l'effettiva provenienza dal tesoro imperiale e stabilirne il valore, fissato nella cifra di 3.000 fiorini, cifra con cui si potevano comprare una decina di poderi o farsi un palazzo in città. Il contratto venne steso il 28 maggio 1359 in forma di donazione per aggirare l'accusa di far commercio di cose sacre. L'acquisto delle reliquie bizantine fece salire enormemente il prestigio della grande istituzione senese, che, proprio a partire da quell'anno, incominciò a celebrare pubblicamente la festa dell'Annunciazione, a cui era dedicata la sua chiesa, e ad esporre le reliquie da un'apposita finestra. L'immenso tesoro religioso giunto al Santa Maria della Scala formava un nucleo unico, che portava con sé leggende famose.

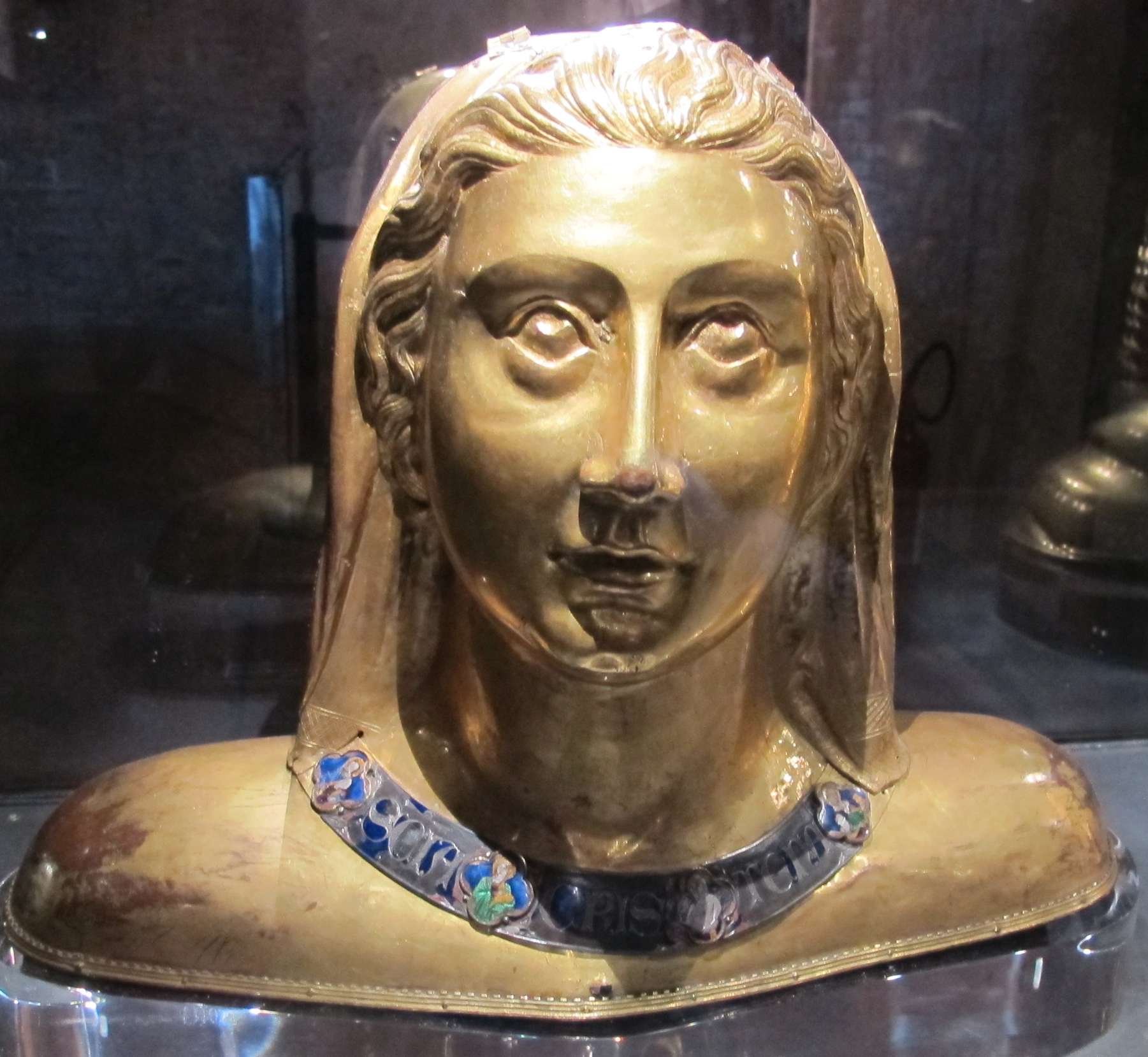
Reliquiario di santa Cristina, inizio XV secolo, nel Tesoro

Emerse su tutti il reliquiario contenente il Sacro Chiodo della Croce, appartenuto all'imperatore Costantino, eccezionale sia per il valore religioso che per la sua integrità. Il reliquiario realizzato in argento dorato, fu eseguito nel XIV secolo da un orafo senese (cui spetta la base con i bellissimi piedi a forma di leone, ispirati a Giovanni Pisano) assemblando parti di probabile provenienza oltralpina (il “nodo”), smalti champlevés e due bicchieri in cristallo di rocca di fattura veneziana. Come detto, questa viene considerata la reliquia più importante dell'ospedale: un intero chiodo di quelli utilizzati per inchiodare Cristo sulla croce.
Tutti i materiali sono comunque caratterizzati da raffinate figurazioni a smalto cloisonné (tecnica tipicamente bizantina), preziosi rilievi a sbalzo, oggetti con pietre preziose incastonate, pasta vitrea, perle e materiali filigranati.
Le reliquie costantinopolitane (e i reliquiari) non erano un nucleo in sé concluso, ma aperto ad arricchimenti devozionali propri della realtà senese. Ad esse infatti, nel corso dei secoli, se ne aggiunsero molte altre. Si tratta di oreficerie gotiche, di sontuosi cofanetti del Quattro, Cinque, Sei e Settecento, di calici, di reliquiari di varie forme, tra cui uno spettante al celebre orafo quattrocentesco Goro di ser Neroccio.
Oltre alle reliquie nel tesoro figura anche un monumentale evangelario, un libro che contiene le lezioni tratte dai Vangeli per l'intero anno liturgico, formato da 318 fogli di pergamena. Contiene le miniature dei quattro Evangelisti, oltre a numerose iniziali decorate per la maggior parte a motivi vegetali e animali. Le miniature furono eseguite alla fine dell'XI secolo a Costantinopoli, nell'ambito degli ateliers monastici. I due piatti della copertura sono in argento dorato su anima in legno e contengono placchette in oro con smalti.
Del tesoro fa parte inoltre un raffinato paliotto d'altare con storie di Cristo e santi in seta e oro filato dei secoli XV e XVII, realizzato probabilmente su cartone dai pittori quattrocenteschi Liberale da Verona e Girolamo da Cremona.

### Livello sul Fosso di Sant'Ansano
Scendendo fino al livello più basso si arriva all'altezza, sul lato sud, di via del Fosso di Sant'Ansano.

#### Museo archeologico nazionale
Dal 1993 qui è ospitato il Museo archeologico nazionale di Siena. Allestito nei locali sotterranei appositamente recuperati adibiti un tempo a depositi, magazzini e vani tecnici, ospitano le collezioni archeologiche e i materiali provenienti dal territorio senese, in circa 2500 metri quadrati che possono essere percorsi in una sequenza continua di grande suggestione, lungo i quali trovano posto sia le opere ordinate secondo criteri topografici, sia quelle provenienti dalle collezioni entrate progressivamente a far parte del museo senese.
Queste ultime infatti furono per la prima volta ordinate dal grande studioso senese Ranuccio Bianchi Bandinelli nel 1933, come Antiquarium comunale. Si trattava di donazioni di eruditi e nobili senesi che, già dalla metà del Settecento, confluirono nella Biblioteca degli Intronati, in cui fu costituito un primo nucleo di antichità arricchito nel corso dell'Ottocento da ulteriori lasciti e da materiali rinvenuti in città nel corso degli scavi. A ciò si aggiunsero ulteriori donazioni come, ad esempio, quelle del marchese Piero Bargagli Petrucci e del marchese Chigi Zondadari, costituite per la maggior parte da ritrovamenti e da materiali di scavi condotti nella proprietà di famiglia.

#### Compagnia di Santa Maria sotto le Volte
La Confraternita dei Disciplinati di Maria Santissima, poi Società di Esecutori di Pie Disposizioni è la più antica compagnia laicale posta nei sotterranei del Santa Maria della Scala. Sorta inizialmente nella Cattedrale di Siena, dell'esistenza della confraternita, dedita alle opere pie, ne fa menzione in una lettera anche santa Caterina. Il 14 aprile 1785 una delibera granducale includeva la compagnia tra quelle soppresse, riformandola come Società di Esecutori di Pie Disposizioni dedicata ad opere caritatevoli, privandola però degli aspetti religiosi. Solo nel 1792 il granduca Ferdinando III ripristinò definitivamente la Società come confraternita religiosa.

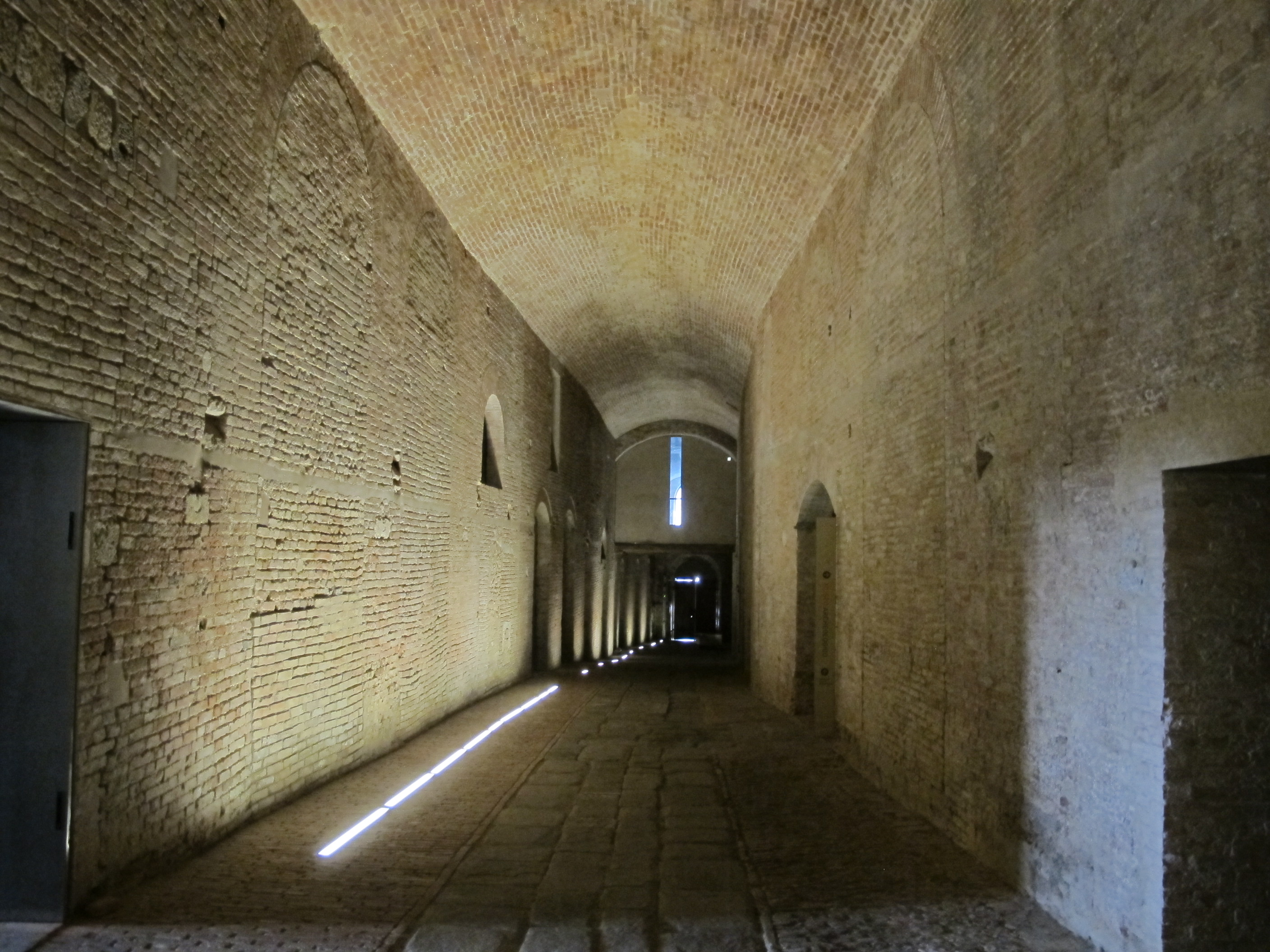
Chiasso di Sant'Ansano

Il patrimonio artistico della società, che nel corso dei secoli si è arricchito sia di arredi che di opere, dovute anche ai lasciti di artisti a cui la stessa istituzione elargiva borse di studio, è ancora oggi cospicuo anche se per lo più conservato nella sede di via Roma dove si trovano, infatti, numerose opere mobili come dipinti e arredi di scuola senese. Al Santa Maria della Scala è ancora comunque conservato un bellissimo crocifisso ligneo tra le figure in terracotta di san Bernardino e santa Caterina, che la tradizione indica come quello che indusse san Bernardino a indossare l'abito francescano. Sull'altro altare dell'oratorio è posta invece una tela di Alessandro Casolani con la Madonna col Bambino e i santi Pietro e Paolo. La sagrestia conserva tra l'altro interessanti affreschi attribuiti ad Andrea Vanni e a Luca di Tommè.
Durante i lavori di restauro, inoltre, nel retro di un'intercapedine, murata da oltre due secoli, posta lungo una scala che conduce alla sede storica della Società di Esecutori di Pie Disposizioni è venuto alla luce un vasto ciclo affrescato di primo Trecento, raffigurante una Tebaide, da riferire all'ambito di Ambrogio Lorenzetti: si tratta della scoperta più importante degli ultimi venti anni per la scuola pittorica senese anteriore alla peste nera del 1348.
Da rilevare, infine, la collezione dei saggi di studio lasciata dai principali artisti dell'Ottocento senese. Tale nucleo è il frutto del lavoro di scultori e pittori che usufruirono di borse di studio, il cosiddetto Alunnato Biringucci, indetto dalla istituzione, grazie ai lasciti di confratelli e benefattori.

#### Chiasso di Sant'Ansano
Il Chiasso vecchio di Sant'Ansano è una grande strada coperta che risale dal livello della piccola piazza della contrada della Selva, ai piedi della collina su cui si erge l'ospedale, fino alla Corticella. La strada è stata progressivanente chiusa e coperta con un soffitto a volta venendo ad assumere, nel XV secolo, la funzione di asse del traffico interno del grande complesso ospedaliero. Il recente ed accurato restauro del Chiasso di Sant'Ansano, ha riportato alla luce le caratteristiche appartenute alla strada tra XIII e XV secolo.

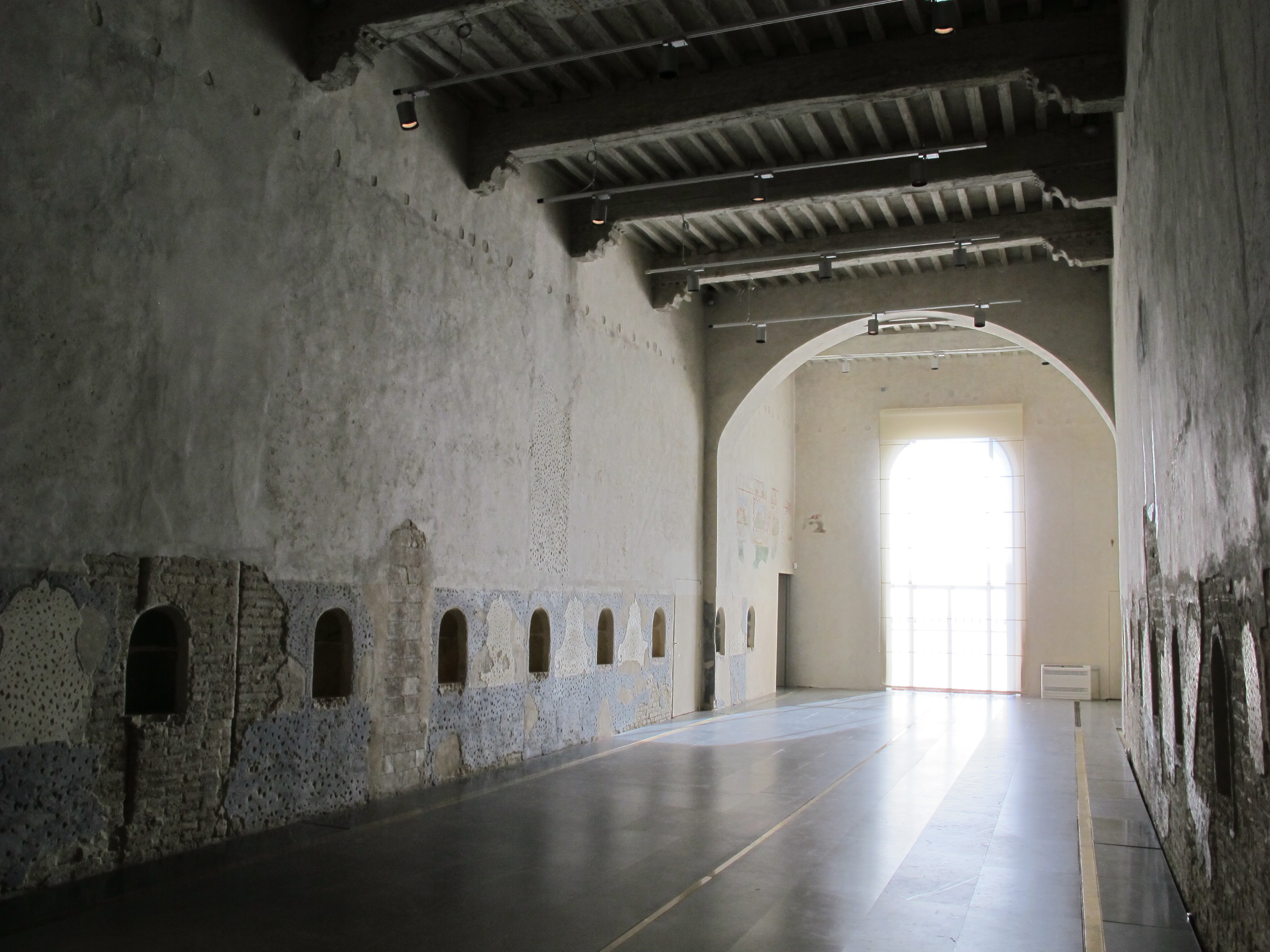
L'antica corsia maschile

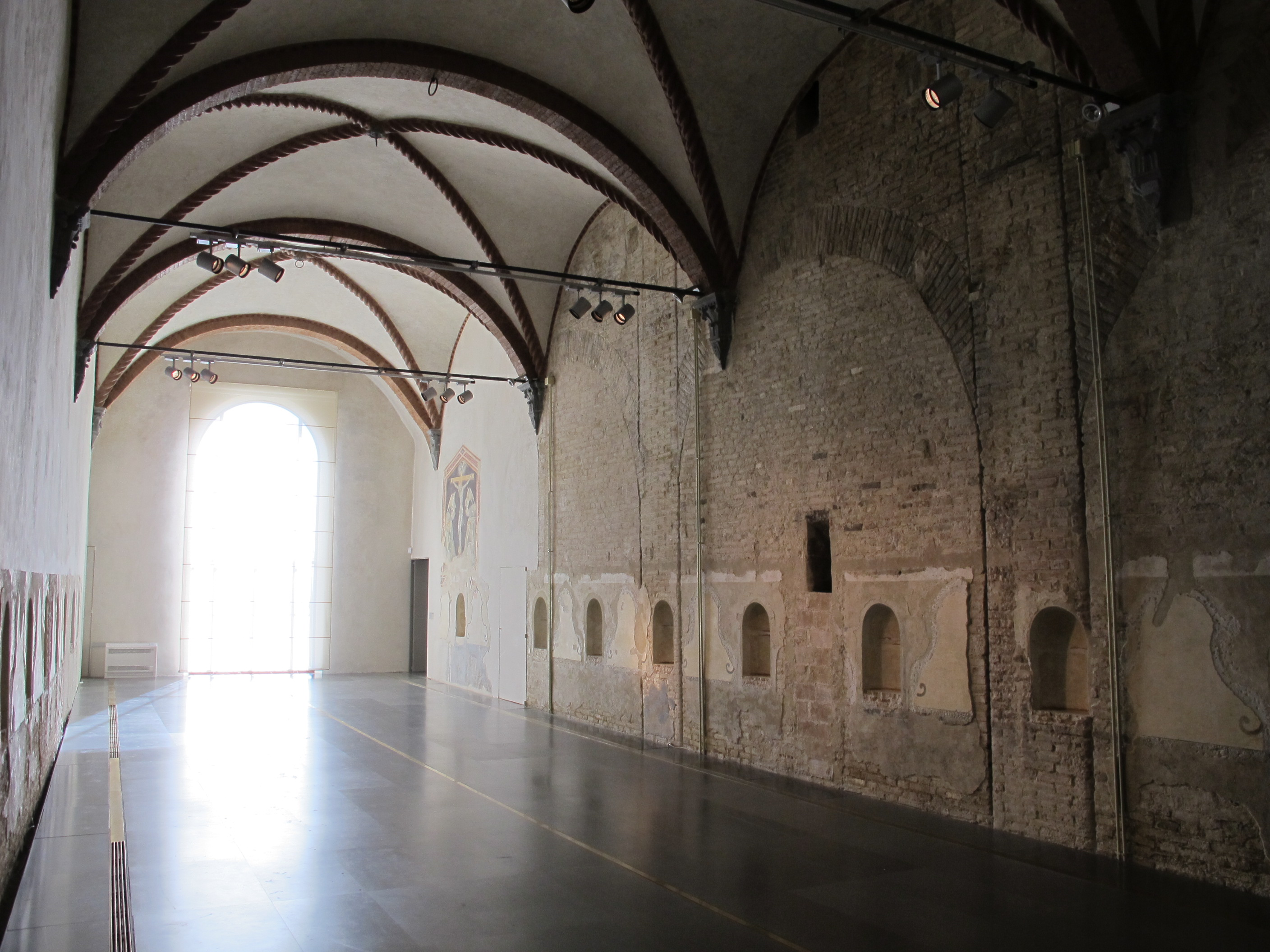
L'antica corsia femminile

## Opere principali
- Jacopo della Quercia
  - Statue e rilievi di Fonte Gaia (1414-1418 circa)
    - Acca Larenzia
    - Rea Silvia
    - Sapienza

## Cronologia del numero di visitatori
| Anno | Ingressi totali | Variazione annua | Direttore       |
| ---- | --------------- | ---------------- | --------------- |
| 2010 | 35.045          | 26%              |                 |
| 2011 | 42.376          | 21%              |                 |
| 2012 | 47.624          | 12%              |                 |
| 2013 | 46.805          | 2%               |                 |
| 2014 | 46.665          | 0,003%           |                 |
| 2015 | 75.389          | 62%              |                 |
| 2016 | 82.355          | 9%               | Daniele Pitteri |
| 2017 | 143.918         | 74%              | Daniele Pitteri |
| 2018 | 203.274         | 29%              | Daniele Pitteri |
| 2019 | 129.787         | 36%              |                 |

.